# Oderzo
Oderzo (IPA: [oˈdɛrt͡so], Oderço in veneto) è un comune italiano di 20 243 abitanti della provincia di Treviso in Veneto.
Antico centro di origine paleoveneta, raggiunse il massimo splendore nel I secolo come municipium romano. Oggi è un'importante città agricola e industriale della Sinistra Piave.

## Geografia fisica

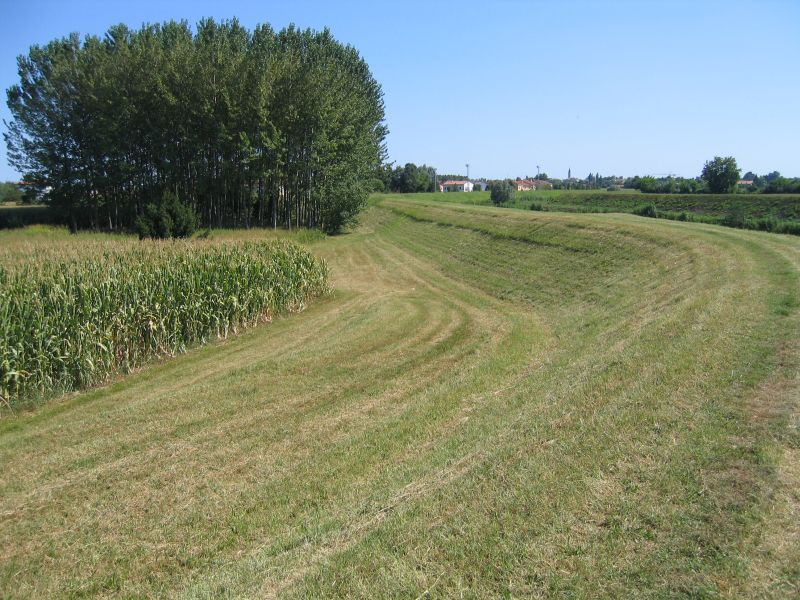
Scorcio tipico della campagna nei dintorni di Oderzo (Camino).

Inserito nel cuore della pianura veneta, il territorio del comune di Oderzo è completamente pianeggiante essendo interamente compreso tra i 6 e i 15 m s.l.m. A presentare i maggiori dislivelli è la zona centrale, su cui si estende il capoluogo. Le differenze di altitudine un tempo erano più marcate, oggi sono meno significative a causa dei livellamenti apportati nel corso dei secoli.

### Idrografia
Il territorio opitergino è inserito nel bacino idrografico della Livenza. Il fiume più importante è senza dubbio il Monticano che con il suo tortuoso percorso, diretto grossomodo verso est, lambisce l'area nordorientale del centro storico.
Altro corso d'acqua degno di nota è il Lia, fiume di risorgiva che nascendo in San Polo di Piave confluisce poi alla destra nel Monticano presso Camino.
Importante, specialmente dal punto di vista storico, è il Piavon, che costituiva assieme al Lia un unico affluente del Piave. Rappresentò la più importante via di comunicazione fluviale dell'antica Opitergium sino alla sconvolgente alluvione del 589 che lo trasformò in un modesto corso d'acqua. In epoca medievale i Caminesi lo recuperarono mediante lo scavo del Navisego, il canale che unisce il Lia al Piavon attraversando il centro storico (il suo letto è oggi in parte sotterraneo).
Altri corsi d'acqua di minore importanza sono la Peressina e la fossa dei Negadi.
L'abbondante presenza di acqua, anche nel sottosuolo, rende questa zona molto fertile e quindi atta all'agricoltura, ma soggetta allo stesso tempo a frequenti inondazioni, pericolo mitigato da un capillare sistema di argini: l'ultima alluvione disastrosa è stata quella del 4 novembre 1966 che rese per anni la ferrovia inagibile.
Con i rilevanti danni causati dal maltempo nei primi anni del XXI secolo, la questione è tornata d'attualità: la notevole cementificazione degli anni ottanta-novanta ha infatti minato l'assetto idrogeologico dell'intero territorio.

### Sismologia
Secondo la classificazione sismica, il comune di Oderzo è inserito in zona 3, ovvero può essere soggetto a scuotimenti modesti. Tuttavia l'attività sismologica della zona è da decenni pressoché irrilevante, ed ha avuto il suo culmine nel crollo dell'allora malridotto campanile (più antico della chiesa perché essa risale al 1954 in sostituzione di un edificio preesistente) della frazione di Faè l’11 gennaio 1977, come conseguenza delle scosse provocate dal terremoto del Friuli del 6 maggio 1976, e non più ricostruito. In sostituzione ora c’è un altoparlante sul tetto della chiesa che simula le campane.

## Origini del nome
Il nome della città deriva dal latino Opitergium che a sua volta deriva dal venetico Obterg, ovvero "Piazza del mercato". L'antico nome sopravvive nell'aggettivo che indica l'appartenenza alla città, ovvero "opitergino", ed è ancora di uso comune in città, in quanto dà il nome allo stadio e a numerosi enti e associazioni locali. Il nome Opitergium è stato inoltre affiancato, su sfondo marrone, a quello moderno sui cartelli stradali presenti all'ingresso in città lungo i principali assi viari.

## Storia
(Plinio il Vecchio, Naturalis historia, libro III, 18.)
Oderzo nacque a metà strada tra i monti del Cansiglio e il Mare Adriatico attorno all'XI secolo a.C., ad opera degli antichi Veneti. La zona scelta per l'insediamento era fertile e strategicamente importante, perché servita da due fiumi, con sicure vie di commercio: il Monticano ed un ramo oggi inesistente del Piave.
Pacificamente inglobata nell'area d'influenza della Repubblica romana, nel 49 a.C., grazie alla Lex de Gallia Cisalpina ottenne lo status di municipium. Raggiunse il massimo splendore nel I-II secolo - si presume che a quell'epoca la città avesse circa 50.000 abitanti. L'importanza fu tale che all'epoca la Laguna di Venezia fu detta opitergina, ed i monti del Cansiglio Monti opitergini. Vari autori nominano la città; tra di essi: Tolomeo, Strabone, Plinio il Vecchio, Lucano, Tacito, Tito Livio e Quintiliano.

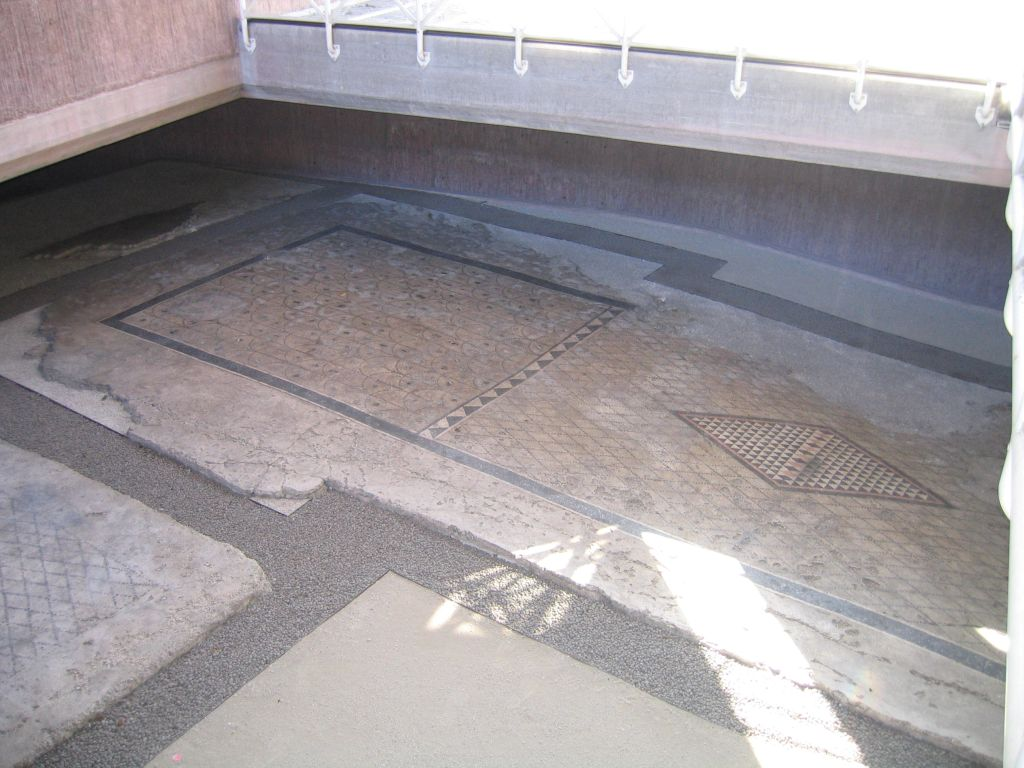
Foro Romano, resti di un'antica villa romana

Da questo momento in poi, Oderzo era a pieno titolo parte di Roma e partecipò della sua stessa sorte subendo per secoli le pesanti conseguenze delle invasioni barbariche e delle guerre tra Bizantini e Longobardi (Ducato di Ceneda): tra le conseguenze ci fu anche la fine dell'antica diocesi di Oderzo, la città iniziò a riprendersi molto lentamente soltanto dopo l'anno 1000, pure senza mai tornare agli antichi fasti.
In seguito venne contesa dalle grandi famiglie feudali della zona, in particolar modo dai da Camino, dai Collalto e dagli Scaligeri. Nel 1380 passò sotto il controllo della Repubblica di Venezia, della quale fece parte pressoché ininterrottamente fino all'arrivo di Napoleone (1797). La città divenne quindi austriaca nel 1815 e italiana nel 1866. In questo periodo la città subì le conseguenze del fenomeno dell'emigrazione.
Nel 1917 la ritirata di Caporetto portò alla città gravi danni, tra cui la distruzione dell'archivio comunale e lo scempio di varie opere artistiche e architettoniche. A partire dal 1943, Oderzo fu teatro, come tutta la zona, di asperrimi scontri tra fascisti e partigiani che culminarono nella strage del Brandolini
Similmente a quanto accaduto nell'intera provincia, la città ha visto il susseguirsi di due fasi di sviluppo nel dopoguerra: la prima con il boom economico degli anni sessanta, e la seconda negli anni ottanta-novanta.

### Simboli
Come riportato nello Statuto, i simboli ufficiali del comune di Oderzo sono tre: lo stemma, il gonfalone e il sigillo.
Lo stemma
(Comune di Oderzo, Statuto, art. 7, comma 3)
Il blasone è molto simile quello di Treviso, a sua volta analogo a quello delle maggiori città venete. La croce è un richiamo alle radici guelfe e cristiane della città. Le due stelle sono probabilmente un motivo ornamentale. La scelta dello scudo rosso-crociato è anche un riferimento alla partecipazione di alcuni opitergini alla quinta crociata.
Il gonfalone
Il gonfalone, approvato con d.p.R del 27 settembre 1985
(Comune di Oderzo, Statuto, art. 7, comma 4)
Il sigillo
Il sigillo, infine, è in bronzo e riproduce in miniatura lo stemma con la scritta "Sigillo della città di Oderzo".

### Onorificenze
La Città di Oderzo è insignita delle seguente onorificenze:

## Società

### Evoluzione demografica
Come si può notare dal grafico, da quindici anni la città sta subendo un significativo aumento di popolazione che l'ha portata a raggiungere ventimila abitanti a gennaio 2009. Dal 2000 in poi la crescita della popolazione è pari a quella avuta nei trent'anni precedenti. Questo aumento è dovuto in minima parte ad una lieve inversione di tendenza riguardante la natalità dei residenti, in calo da anni, e nella maggior parte dall'arrivo sempre maggiore di stranieri e di italiani dai comuni limitrofi.
Abitanti censiti

### Etnie e minoranze straniere
Al 31 dicembre 2017 gli stranieri residenti nel comune erano 2 316, ovvero l'11,3% della popolazione. Di seguito sono riportati i gruppi più consistenti:
1. Romania 1 112
2. Albania 186
3. India 141
4. Marocco 126
5. Senegal 96
6. Cina 93
7. Kosovo 68
8. Moldavia 68
9. Ucraina 66
10. Bosnia ed Erzegovina 41

### Religione
In un'epoca imprecisata la città divenne sede diocesana, ma nel VI secolo, a causa delle distruzioni dei Barbari, questa fu trasferita ad Eraclea. L'entroterra, compresa Oderzo, passava più tardi alla diocesi di Ceneda, l'attuale diocesi di Vittorio Veneto cui tuttora appartiene.
La chiesa di Oderzo mantenne però un ruolo di primo piano anche nei secoli successivi: nel medioevo fu pieve con giurisdizione su numerose cappelle (le attuali parrocchiali delle frazioni, cui si aggiungono quelle di Tempio e Gorgo al Monticano) e il 25 maggio 1609, inoltre, papa Paolo V vi istituiva una collegiata, soppressa nel 1810 sotto Napoleone.
In virtù di questo glorioso passato, il parroco del duomo può oggi fregiarsi del titolo di abate mitrato, concesso il 27 marzo 1926 da papa Pio XI. Esiste inoltre la carica di vescovo titolare di Oderzo, istituita da papa Paolo VI nel 1968.
Il dinamismo economico della cittadina portò alla formazione di una comunità ebraica di una certa consistenza, attestata tra il Quattrocento e il Seicento.

## Monumenti e luoghi d'interesse

### Architetture religiose

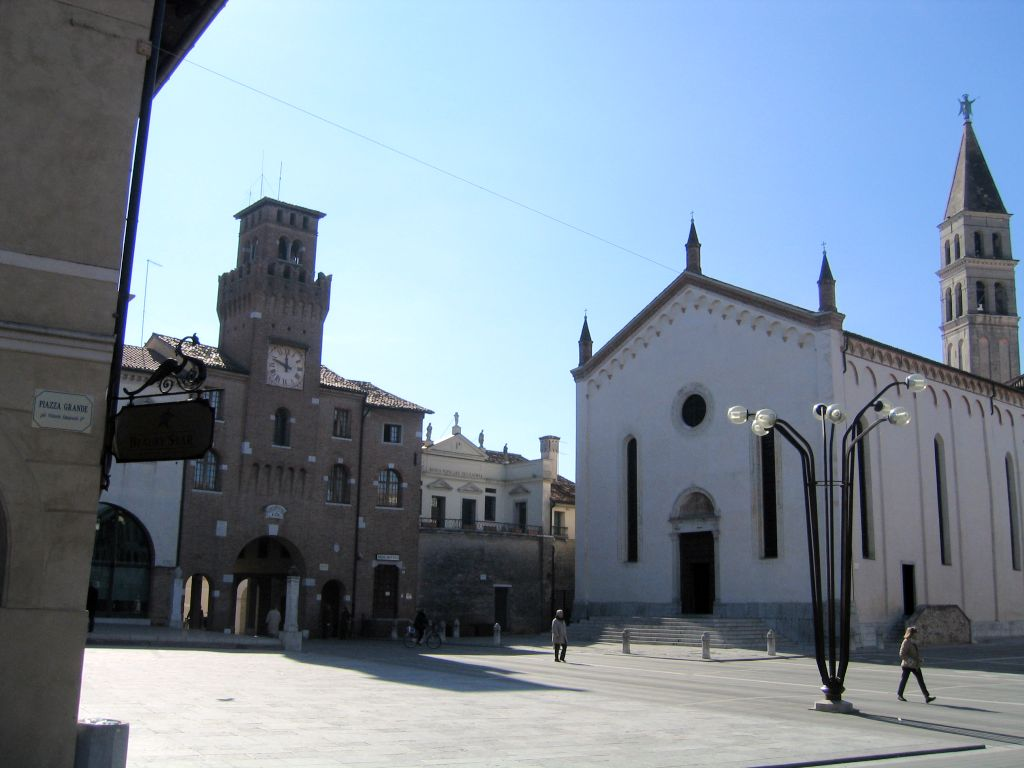
Il Duomo

- Duomo di San Giovanni Battista - Costruito a partire dall'XI secolo e consacrato nel 1535, il Duomo sorge sulle rovine di un antico tempio romano dedicato a Marte. L'edificio ha subito vari rifacimenti nel corso dei secoli, ma un importante restauro tra il 1921 e il 1924 ha ripristinato l'aspetto originale. All'interno, sono conservate opere pregevoli di artisti come Pomponio Amalteo e Jacopo Palma il Giovane.
- Chiesa del Beato Bernardino Tomitano - Sita in pieno centro storico tra due palazzi di proprietà, venne eretta verso la fine del XVII secolo come oratorio privato dai Tomitano, famiglia nobile di origine feltrina cui apparteneva il titolare Bernardino da Feltre. La chiesetta ospita una lapide dedicata ai caduti di tutte le guerre e raccoglie i nomi e le immagini di numerosi di essi[26].

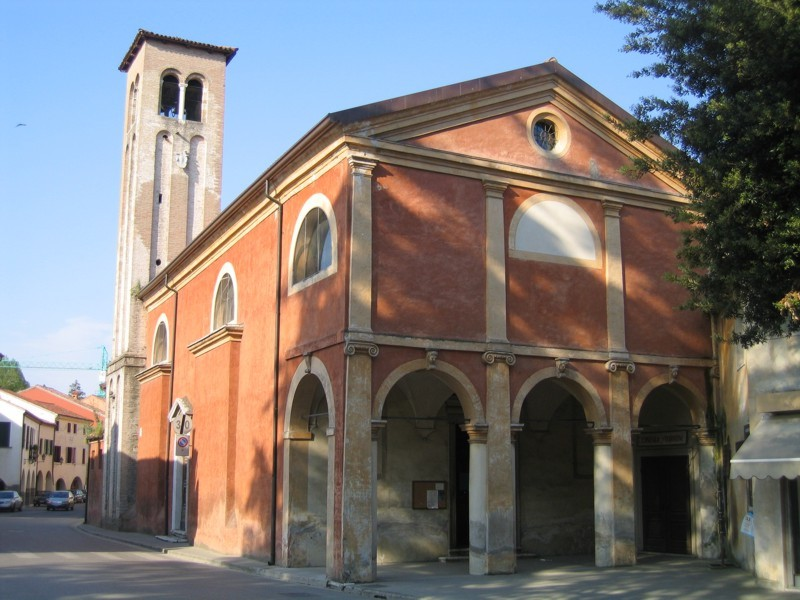
La chiesa di Santa Maria Maddalena.

- Chiesa di Santa Maria Maddalena - Le origini di questa chiesa in stile romanico risalgono intorno all'anno Mille. Nella prima metà del Cinquecento fu ceduta alle monache domenicane che vi istituirono un monastero attivo sino alle soppressioni volute da Napoleone. A causa dei numerosi rifacimenti, dell'antica struttura rimane solo la sacrestia e il campanile. La chiesa viene chiamata "il pantheon degli opitergini" perché al suo interno sono sepolti alcuni illustri cittadini.[27]
- Chiesa di San Giuseppe - Si trova lungo via Roma, al centro della borgata omonima. Le sue origini dovrebbero essere cinquecentesche e in un documento del 1627 viene ricordata come "Chiesiola Nova"[28]. Al suo interno trova posto un presepio di età settecentesca.[29]

### Architetture civili

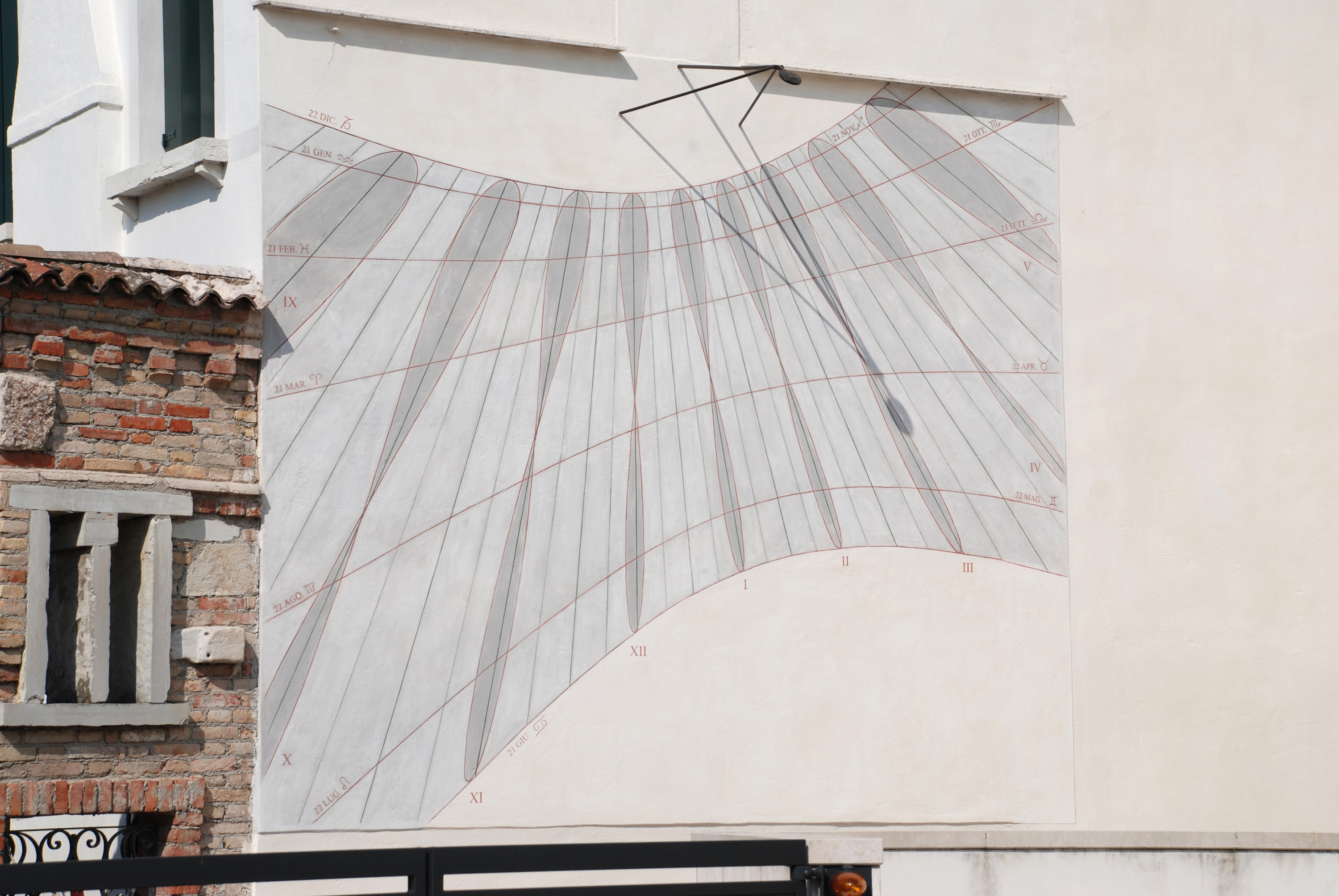
Meridiana monumentale tracciata sulla parete sud-ovest di Palazzo Muletti. È il più importante esempio di meridiana ottocentesca presente nella Marca.

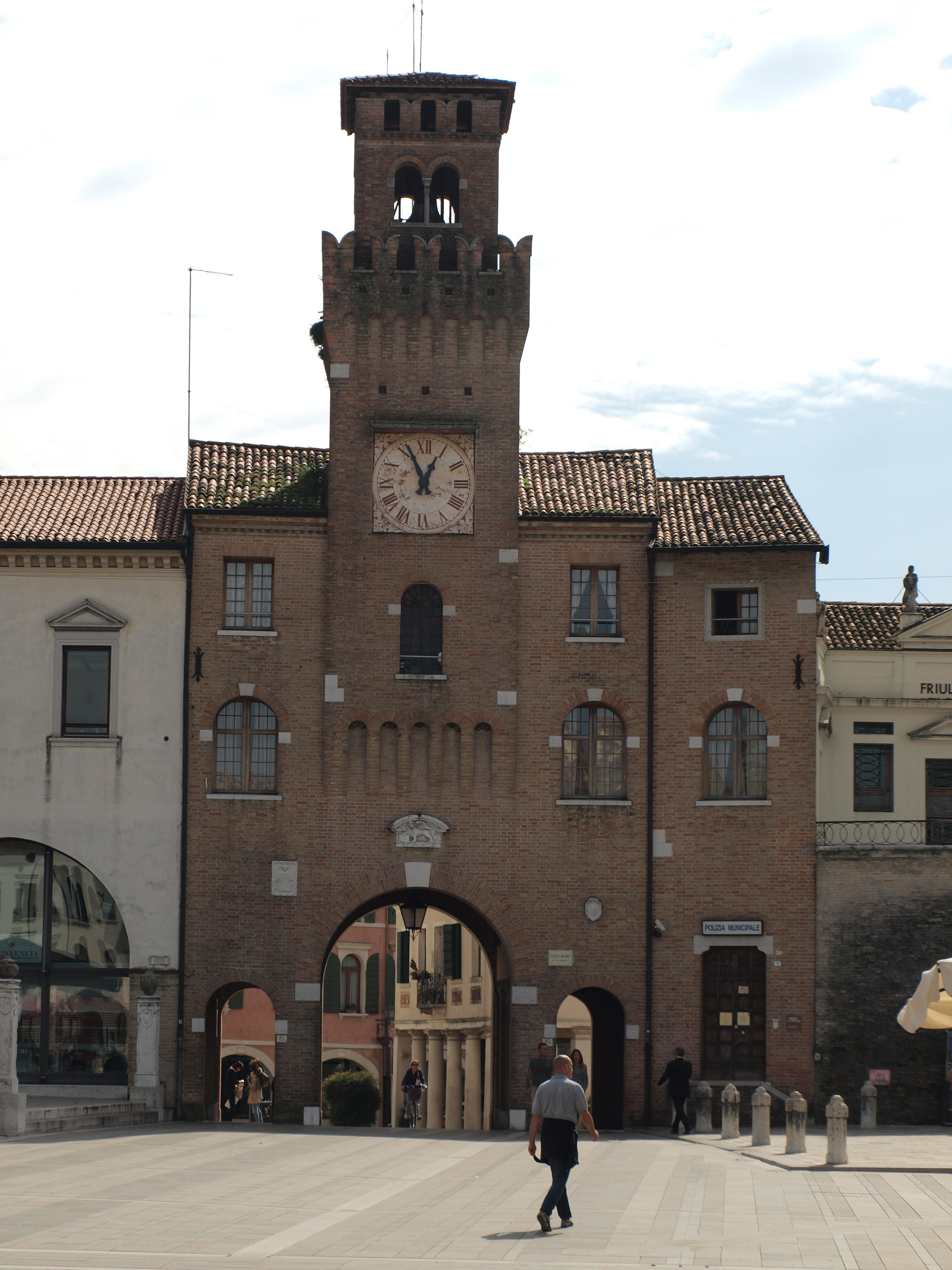
Il Torresin.

- Ca' Tomitano ovvero Palazzo Del Corno poi Tomitano poi Aliprandi - Risale al XVI secolo ed è un edificio in due corpi. Nella facciata vi sono tracce di affreschi. Si trova in via Umberto I insieme ad altri palazzetti simili del Quattrocento e del Cinquecento[30][31]. Nel 1950 era di proprietà di Giuseppe Aliprandi, fratello del Cav. Avv. Antonio Aliprandi sindaco di Conegliano, che era nato a San Polo di Piave e si era portato ad abitare ad Oderzo[32][33][34]. Attualmente il palazzo, diviso in appartamenti e negozi, è un condominio[35].
- Palazzo Muletti di Porcia e Brugnera - Edificio del XVI secolo con paramenti affrescati; sulla parete sud-ovest è presente una grande meridiana ottocentesca. Si trova in via Garibaldi.
- Palazzo Porcia e Brugnera - Si tratta della residenza cinquecentesca della famiglia omonima, restaurata nel 2005. Si trova in piazza Castello ed è sede periodica di piccole mostre d'arte.[36]
- Il Torresin - Trae origine dall'antica porta Trevisana, attraverso la quale la Callalta proveniente da Treviso entrava nel nucleo fortificato medievale[37]. Sotto il dominio della Serenissima fu residenza del podestà[38]. L'attuale edificio è però una ricostruzione degli anni 1930[39].

#### Patronato Turroni
L'oratorio cittadino trova sede nell'edificio che fu della Scuola Apostolica del Sacro Cuore, l'ex seminario minore della diocesi, restaurato tra il 1994 e il 1998. Aperto nel 1921 dai Giuseppini del Murialdo e passato in gestione alla parrocchia nel 1926, è un pezzo di storia di questa cittadina, essendo stato per decenni principale luogo di ritrovo per centinaia di giovani della zona. In particolare la squadra di calcio del Patronato alla fine degli anni cinquanta lanciò nel professionismo quattro giovani calciatori; qui sono nati tra gli altri anche il gruppo scout e l'Azione Cattolica locale, un circolo cinematografico e la banda musicale cittadina.

#### Palazzo Foscolo
Fu innalzato sul finire del Cinquecento dal procuratore di San Marco Alessandro Contarini. Situato in via Garibaldi, si inserisce all'interno del nucleo urbano, tuttavia presenta caratteristiche simili a quelle delle tradizionali ville venete essendo stato concepito come palazzo da villeggiatura. Nei secoli ha subito numerose manomissioni, ma si può ancora percepire la magnificenza descritta da Jacopo Agostinetti nel 1679.
La casa padronale e il lato corto della barchessa si affacciano sulla strada, mascherando l'ampio parco retrostante. Il suo aspetto originale non era certamente povero come l'attuale: esso era abbellito da statue e viali lastricati, nonché di una peschiera contornata da un colonnato (l'attuale vasca di acqua stagnante); non rimane traccia della cedraia, né delle due fontane (unico resto, la statua di Nettuno che oggi orna la fontana dei Cavalli di Conegliano).

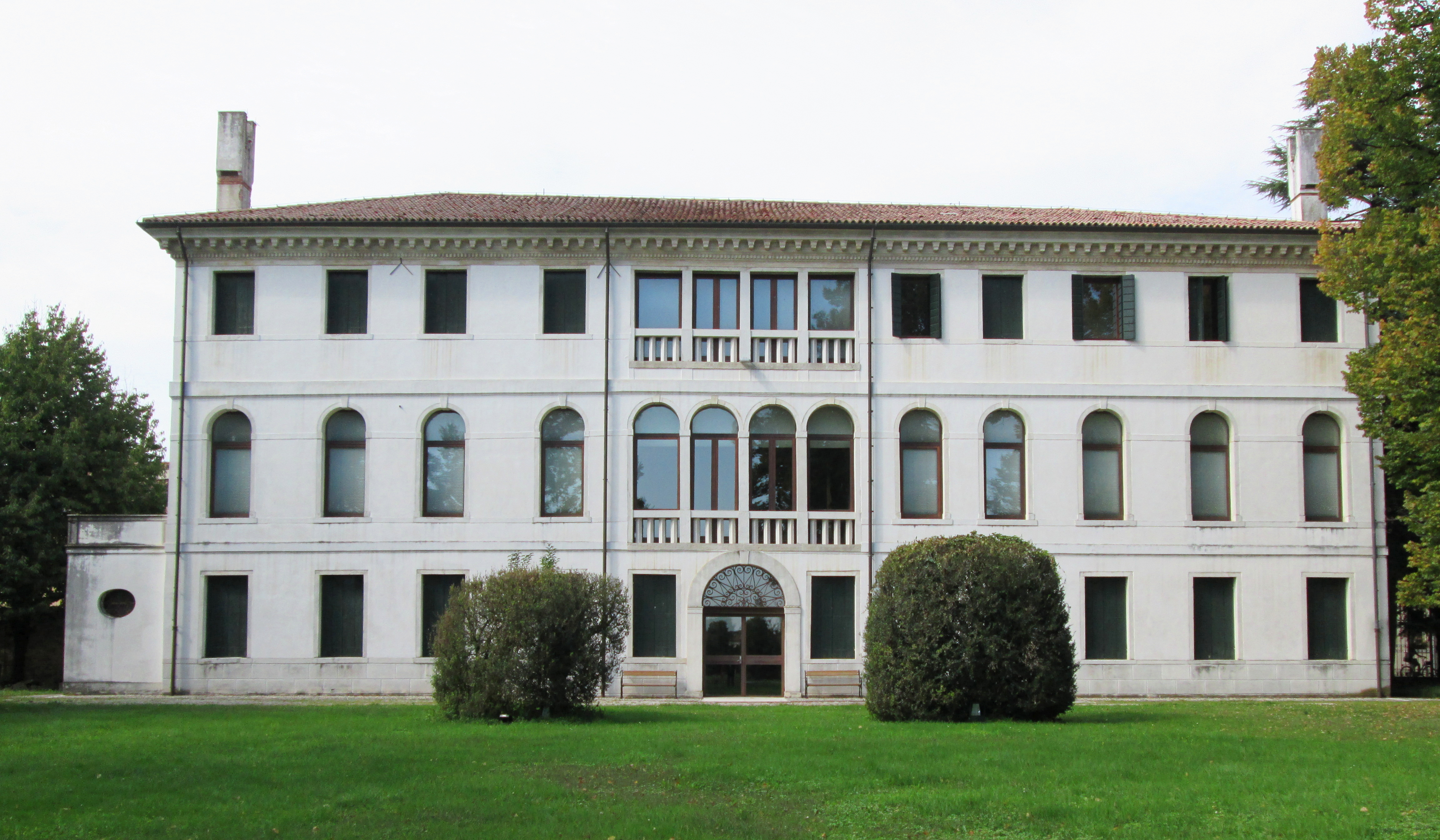
Facciata esterna di Palazzo Foscolo.

La facciata principale della casa padronale presenta la tipica tripartizione dei palazzi veneziani, impostandosi su un ampio porticato ad archi ribassati. Le aperture si sviluppano verticalmente ma sono equilibrate dalla presenza di fasce marcapiano che dividono i tre livelli. Al centro del piano nobile si apre una quadrifora con parapetto del poggiolo molto elaborato, ripetuta al secondo piano ma con altezza ridotta. Il tutto è concluso da una cornice dentellata su cui poggia il tetto a padiglione. Il palazzo ospita numerosi eventi culturali e conferenze, ed è inoltre sede permanente della pinacoteca "Alberto Martini", contenente una collezione di quadri del pittore opitergino donati dalla moglie, nonché di altri pittori della città e della zona.
La barchessa è proprietà della parrocchia del duomo. Nel 1994 ha subito un restauro per modificarne la destinazione d'uso: l'assetto planimetrico ne è risultato stravolto ma, d'altro canto, è stata l'occasione per il recupero delle finiture a bugnato.

#### Villa Wiel
L'origine della villa, localizzata nei pressi della stazione, va individuata nelle soppressioni degli ordini religiosi operate a partire dal 1766 dalla Repubblica di Venezia. In questo luogo sorgeva infatti un monastero di benedettini, iniziato nel 1574 grazie alla donazione di un terreno e ampliato negli anni successivi per l'accrescersi della comunità monastica. Nei pressi sorgeva anche una preesistente chiesa di San Rocco che nel 1700, con la traslazione delle reliquie di santa Sabina, venne intitolata a quest'ultima.
Nel 1769, dunque, il monastero venne chiuso e le strutture vendute a Francesco Picco che operò una serie di demolizioni e trasformazioni volte alla costruzione di una villa patrizia: sulla destra fu aggiunta la barchessa, mentre la facciata orientale fu modificata con un'addizione neoclassica di Giannantonio Selva.
Il complesso, sottoposto a vincolo sin dal 1991, si presenta oggi come una serie continua di volumi che sono, da nord a sud, la barchessa, la casa padronale, un altro edificio di servizio e l'oratorio (quest'ultimo, distrutto durante la Grande Guerra, fu ricostruito nel decennio successivo).

#### Villa Bortoluzzi
Localizzata in borgo San Martino, fu costruita nell'Ottocento su un terrapieno artificiale di origine molto antica. Qualcuno asserisce infatti che sul luogo fosse presente il capitolium della città romana, mentre più tardi (IX-X secolo) vi fu eretta la chiesa di San Martino che diede il nome alla località. L'edificio sacro fu poi rinnovato e affiancato da un monastero, donato nel 1274 all'ordine camaldolese. La comunità monastica, costituita, pare, sia da religiosi che da religiose residenti in sezioni separate del monastero, fu soppressa verso il 1780 e l'intera proprietà divenne proprietà demaniale.
Nel 1831 fu demolita la chiesa e nel 1836 l'intero complesso è venduto alla famiglia Giacomuzzi, per passare poi ai Revedin. Frattanto il complesso claustrale venne distrutto e sostituito dapprima da delle scuderie, quindi dall'attuale villa, progettata nel 1927. Si tratta di un edificio complesso anche artisticamente, essendo caratterizzato dalla convivenza di numerosi stili architettonici: dal neomoresco della loggia di ponente al neoromanico dell'avancorpo orientale, dal neogotico merlato della torretta al neogotico veneziano dell'ala est.
Il parco sembra essere preesistente alla villa in quanto segue le tendenze romantiche ottocentesche.

### Altro

#### Piazza ed edifici circostanti

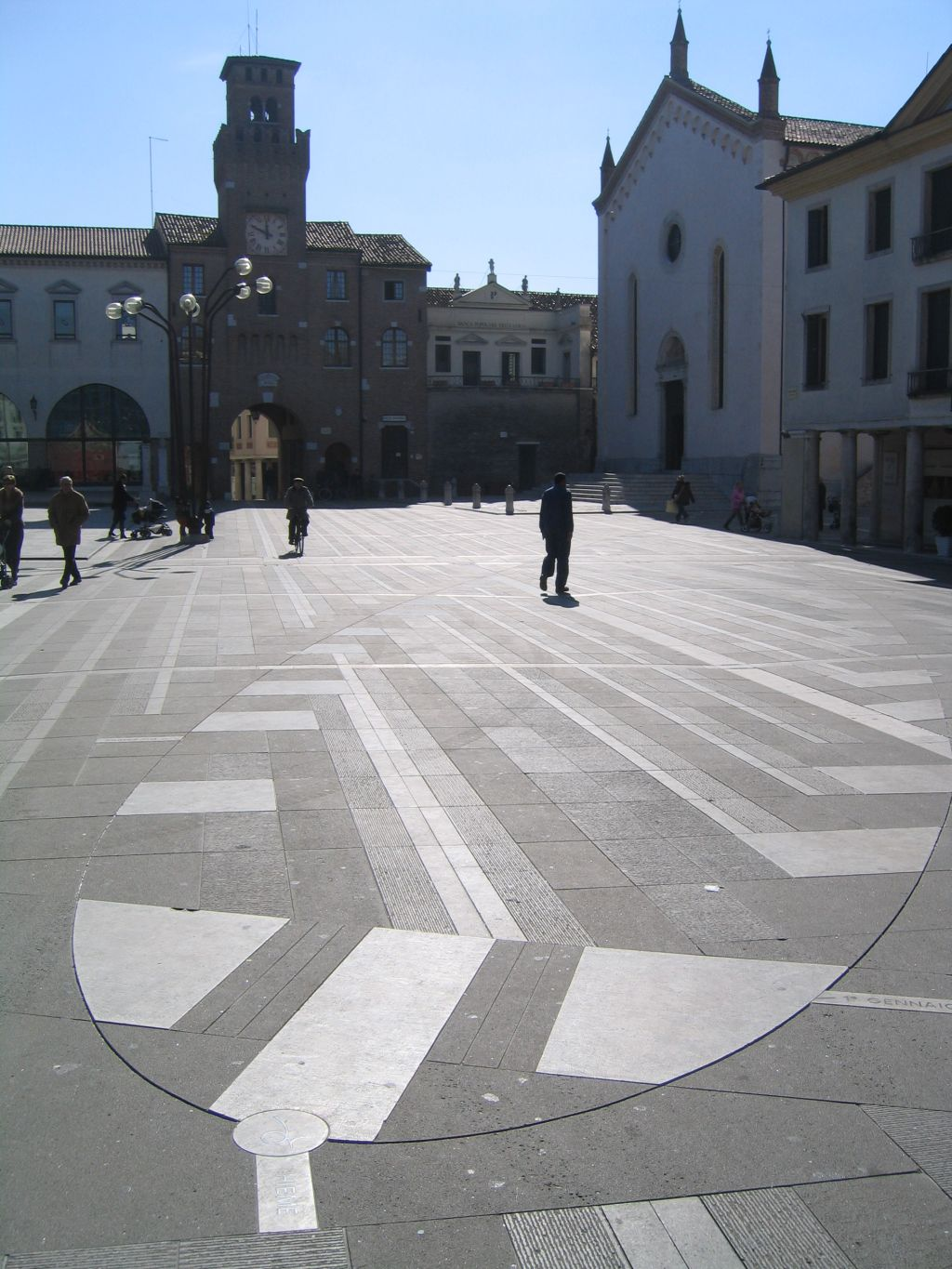
La "meridiana" in Piazza Grande

Piazza Grande, già intitolata a Vittorio Emanuele II, è una delle più famose piazze del Veneto per la sua particolare forma a palcoscenico, e fa da sfondo a numerose iniziative culturali: tra queste anche la prima puntata del Maurizio Costanzo Show registrata all'esterno del Teatro Parioli nel 1997. L'aspetto attuale della piazza è il risultato di un grande restauro terminato nel 1993 su progetto dell'architetto Toni Follina. Nella parte orientale della piazza è tracciata una curva a forma di otto: comunemente chiamata "la meridiana", si tratta in realtà di un grande analemma, che funge da calendario grazie all'ombra del pinnacolo centrale del Duomo. Su Piazza Grande si affacciano il Duomo di san Giovanni Battista, il Torresin, la Loggia Comunale, il Torresòn ed altri edifici storici, tra cui il Palazzo Saccomani e lo storico Caffè Commercio.
Sul lato nord di piazza Grande oltre il sottoportico Zeno Lovato, sito dove sono presenti dei reperti romani visibili sotto il percorso pedonale per mezzo di una vetrata, si giunge a piazza Castello. Piazza Castello è una piazza pedonale, la seconda per estensione in città, recentemente rimodernata, e offre una vista su piazza Grande e sul Monticano che passa sotto il ponte Manin. Vi si affaccia, tra l'altro, il palazzo Porcia e Brugnera.

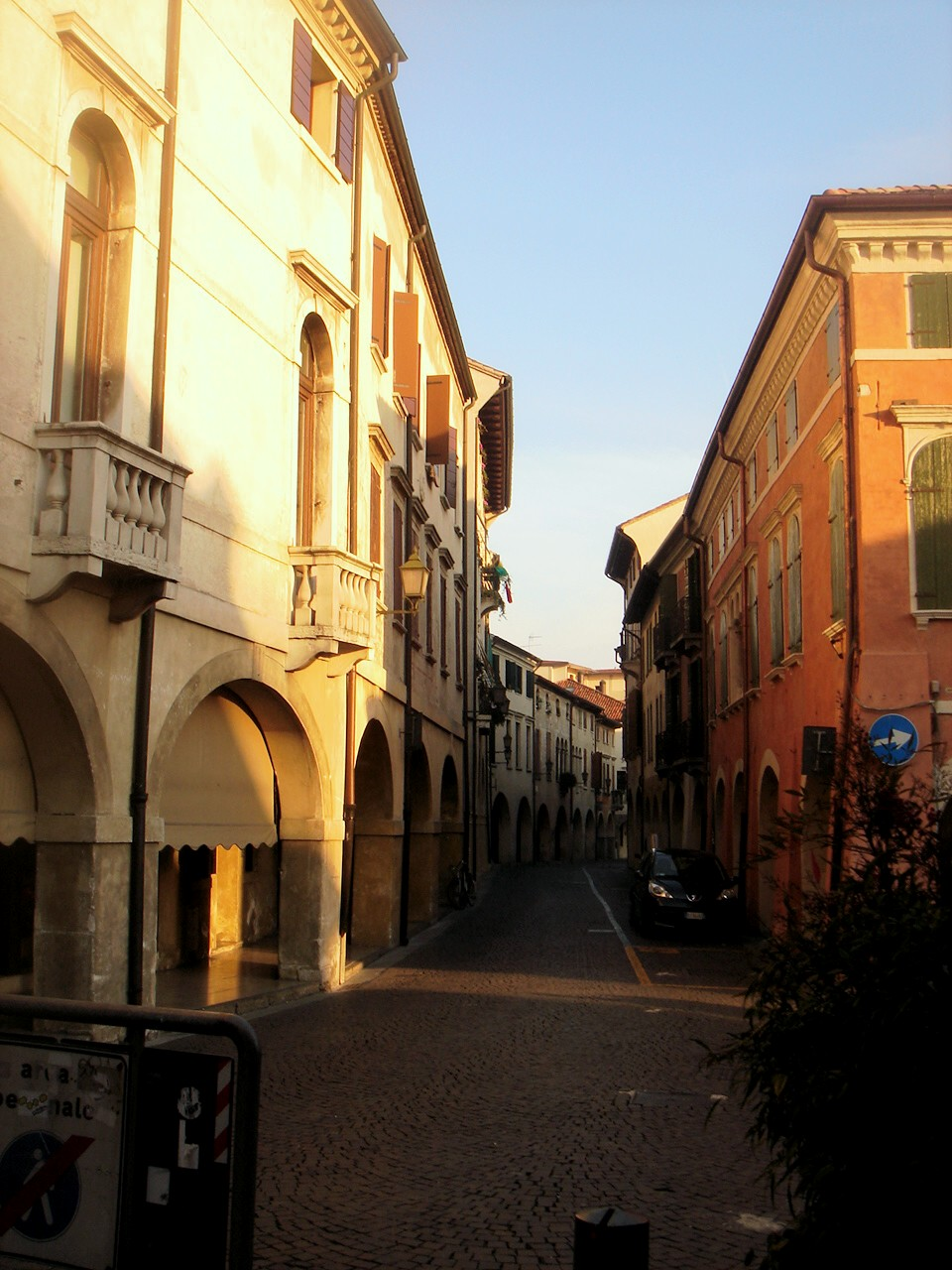
I portici del centro

#### Centro storico
Comprende la parte romana, medievale e rinascimentale della città. Si concentra attorno a via Alberto Martini e via Umberto I, strade lastricate in pavé, ai cui lati si affacciano palazzi affrescati realizzati dal Quattrocento al Settecento, quasi tutti di proprietà privata e non aperti al pubblico.

### Siti archeologici

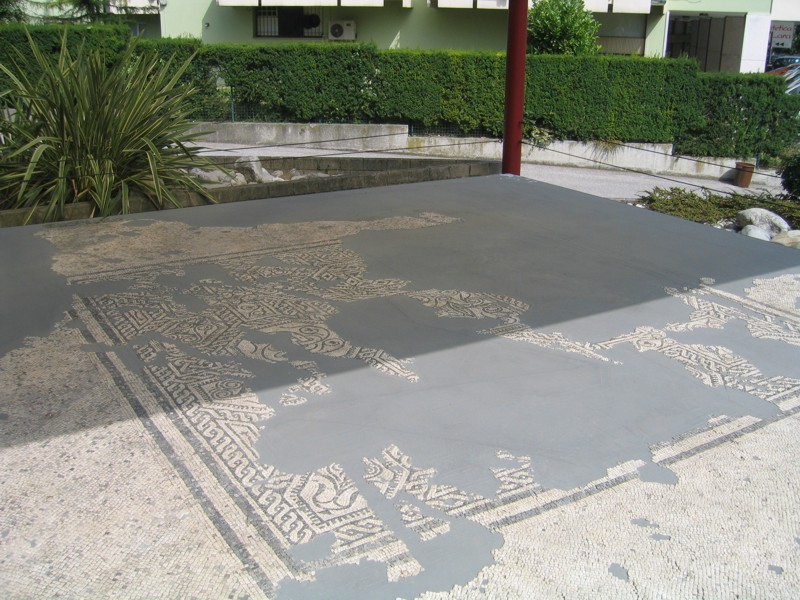
Area archeologica di via dei Mosaici

Sono sparsi in vari punti della cittadina; i principali sono:
- L'area del Foro Romano (tra via Roma e via Mazzini). Sono i resti di un complesso forense di età augustea e di una grande domus, ubicata all'incrocio tra i due principali assi viari cittadini, scoperti tra il 1978 e il 1995. Si conservano i resti di una piazza (misure probabili 40x100 metri), i resti della basilica civile e di un'imponente gradinata. L'area è interamente sovrastata da un edificio polifunzionale e da una piazza sospesa (Piazza del Foro Romano). L'intero complesso è stato progettato da Toni Follina, lo stesso architetto autore della nuova piazza[44]
- L'area delle ex carceri (Calle Pretoria) si trova curiosamente all'interno di un noto ristorante con sede presso il "Torresin" (vedi). È composta di reperti e murature di varie epoche, più i resti delle carceri medievali, le quali ebbero come "ospite" più illustre il trovatore Sordello da Goito.[senza fonte]
- Area di via dei Mosaici. Vi si conserva la parte inferiore di due pozzi, nonché la pavimentazione musiva di una domus, indagata tra il 1951 e il 1988.
- Area tra Piazza Grande e Piazza Castello. Si tratta di un tunnel ricavato nell'edificio moderno posto tra le due piazze. Attraversandolo si possono scorgere i resti di uno dei due assi principali della città e di una pavimentazione esposta a muro[45]
- Area di via Dalmazia. Si trova presso la cantina sociale. Scoperta nel 1989, consta della parte inferiore di un pozzo[46].

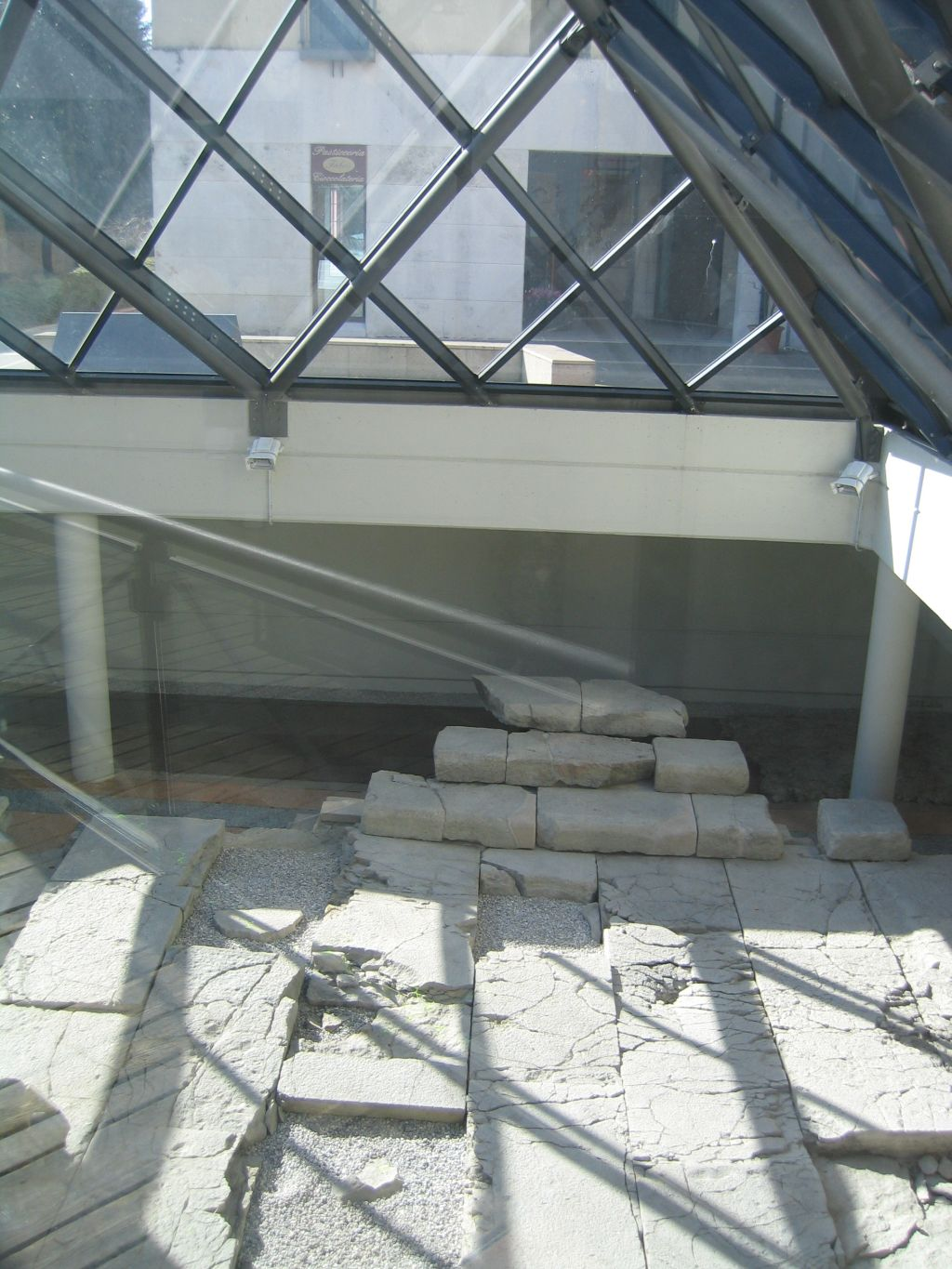
Scavi archeologici sotto la Piramide

Uno dei vari siti archeologici della città è protetto da una struttura piramidale in vetro che, sebbene di dimensioni ridotte, richiama vagamente la famosa piramide del museo del Louvre di Parigi. Antistante alla piramide, in un edificio che ingloba alcuni resti della cinta muraria medievale, ha sede l'ufficio turistico.

### Aree naturali
Il parco Ca' Diedo trova collocazione in una zona della città di rilievo. Accessi: via Gasparinetti, via Mazzini e via Garibaldi, presso il Municipio. All'interno c'è un monumento dedicato a Luigi Luzzatti, deputato della circoscrizione di Oderzo e Presidente del Consiglio dal 1910 al 1911.
Il parco si estende in un'area molto vasta e comprende spazi verdi con tavoli per pranzare, ma anche aree da gioco per bambini piccoli.

### Dintorni di Oderzo
- Chiesa della Madonna della Salute. vicino alla rive del Monticano, all'incrocio con via Gorgazzo.
- "Mutera" di Colfrancui, presso la frazione omonima. Si tratta di una misteriosa collina artificiale di epoca veneta, usata forse come osservatorio astronomico. Conserva i resti di un cavaliere e del suo cavallo.
- Il "Casòn", abitazione contadina dell'ottocento a Piavon recentemente restaurata.

## Cultura

### Istruzione
Nel comune di Oderzo sono presenti 15 scuole, 13 pubbliche e 2 private.
Tra le scuole secondarie di secondo grado sono presenti il Liceo delle Scienze Umane, Classico e Linguistico "A.Scarpa", l'Istituto Tecnico Commerciale e per Geometri "Sansovino", l'Istituto Professionale per i Servizi Commerciali e Turistici "A.V. Obici" e l'Istituto professionale per l'agricoltura e l'ambiente "Cerletti", che al suo interno ospita anche un museo.
Oltre a queste scuole statali è presente anche la scuola paritaria "Brandolini Rota" che al suo interno oltre alle scuole primaria e secondaria di primo grado ospita il Liceo linguistico europeo, il Liceo delle scienze umane economico sociale e Liceo scientifico (Base, Scienze Applicate, Sportivo).
La biblioteca comunale è attiva dal 1973 in una ex abitazione privata del XVIII secolo. È stata riaperta nel 2002 dopo un importante intervento di ristrutturazione. Al suo interno è presente, tra i 29.000 volumi, anche la collezione di 1500 libri di storia donata dalla vedova dello storico opitergino Eno Bellis, nonché la piccola galleria d'arte "Tullio Vietri".
Il Museo civico archeologico "Eno Bellis" è uno dei più vecchi in Italia, essendo stato fondato nel 1876.. Il museo prende il nome dall'ultimo podestà di Oderzo. In continuo allestimento, ospita solo una minima parte del grande patrimonio archeologico emerso dal sottosuolo opitergino.
Il Museo di apicoltura "Guido Fregonese" attivo dal 1996 e primo museo pubblico di apicoltura in Italia.

### Media
Dal 1976 al 1978 Oderzo fu la sede di RadioCentroVeneto, una delle prime radio libere italiane che trasmetteva dai monti al mare con modulazione di frequenza di 102,450 MHz.
Dal 1984 al 2017, Oderzo è stata sede di un'emittente radiofonica locale, Top Radio, che trasmetteva in Veneto e in Friuli-Venezia Giulia sui 99,000 e 98,400 MHz. www.topradio.it
La principale testata locale è invece il mensile Il Dialogo. Edito dalla parrocchia del Duomo dal 1967, conta circa seimila abbonati, tra cui qualche centinaio anche all'estero, principalmente emigranti. L'altra è Qui Oderzo, quadrimestrale edito dall'amministrazione comunale.

### Oderzo in un romanzo del Verga
A Oderzo è ambientata la seconda parte del romanzo Sulle lagune dello scrittore Giovanni Verga, pubblicato a Firenze nel 1862-63: una serie di capitoli che è espressamente intitolata Da Oderzo alla Giudecca. Protagonista del romanzo è la giovane Giulia Collini, appartenente ad una famiglia di patrioti di Oderzo, un comune che nel romanzo stesso è nominato parecchie volte, fin dalle prime pagine, e non soltanto nelle date delle numerose lettere, ma anche nel contesto della narrazione, in cui talora vengono lodati il paesaggio e il clima.
Nulla si sa circa l'occasione e la motivazione della scelta di Oderzo come seconda località della vicenda, mentre appare ovvia la scelta di Venezia come prima località, considerato il titolo dell'opera, con cui lo scrittore siciliano intendeva esecrare il dominio austriaco e perorare l'annessione del Veneto al Regno d'Italia, appena costituito nel 1861 e dal quale per il momento restava esclusa questa regione.
Nel 1869, poi, a Firenze, allora capitale d'Italia, il Verga intrecciò una fervida amicizia col letterato e patriota opitergino Francesco Dall'Ongaro, al quale era tanto piaciuto questo romanzo.

### Cucina
A Oderzo è tipico il radicchio e i funghi, di gran lunga porcini e chiodini. Inoltre vi è la polenta bianca opitergina, accompagnata dalla casatella.

### Musica
In città vi sono vari gruppi ed istituzioni musicali, come l'Istituto Musicale "Opitergium" e il Coro "Città di Oderzo". Storica è anche la banda cittadina "Turroni", fondata nel 1806. Vi ha sede il prestigioso ensemble cameristico, l'orchestra e il coro "In Musica Gaudium" diretti dal maestro Battista Pradal, il coro "Alpes" del CAI di Oderzo, e la prestigiosa "Schola Cantorum" del Duomo, istituzione di antica data.
Sono native della cittadina anche due famose interpreti della musica: il soprano Maria Chiara, grande interprete del repertorio pucciniano e verdiano, e Alessandra Drusian, cantante del duo Jalisse, che vinse il Festival di Sanremo 1997.

### Eventi
Durante l'anno Oderzo si mostra come una città molto attiva, organizzando soprattutto durante il periodo primaverile ed estivo un gran numero di eventi che coinvolgono il centro cittadino.
La più notevole è forse l'organizzazione dal 1991 del grande evento operistico che si tiene a luglio in Piazza Grande ed intitolato al tenore Giuseppe Di Stefano. Durante il periodo la piazza viene trasformata in un suggestivo teatro all'aperto che negli anni ha ospitato le opere dei più grandi maestri, come Rossini, Mozart, Puccini, Verdi, Mascagni, Leoncavallo, Ciaikovsky, Theodorakis. L'evento attrae anche turisti stranieri, tanto che negli ultimi anni sempre più biglietti vengono venduti all'estero, perfino in Giappone e in America.
In contemporanea all'opera viene organizzata nel mese di giugno anche la rassegna bandistica "Memorial Bepi Da Ros" dalla Banda cittadina "Turroni" in collaborazione con la proloco che consiste in una serie di concerti che vedono esibirsi sul palco della piazza vari gruppi filarmonici del territorio.
Oltre agli eventi legati alla cultura musicale, ad intervalli di qualche anno viene organizzata anche una rievocazione storica della durata di una settimana circa in cui avvengono rievocazioni storiche romane. Il programma prevede spettacoli di lotte tra gladiatori e una battaglia tra legionari e celti organizzati da compagnie di attori italiane e straniere, la ricostruzione di un accampamento e di una taverna con pietanze dell'epoca. In contemporanea si effettuano un ciclo di conferenze con esperti riguardanti il mondo romano e gli ultimi ritrovamenti archeologici, inframezzate a visite gratuite in notturna alle aree archeologiche.
In città vengono anche allestiti due importanti premi del territorio locale: il Premio "Oderzo Azienda Design" e il premio di architettura "Città di Oderzo".
Recentemente, dopo anni di sospensione, è stata nuovamente organizzata l'estemporanea artistica "Oderzo Es-Posta", la quale nasce per promuovere e vivere l'arte nella città di Oderzo. La manifestazione non ha finalità competitive o di lucro: l'intento che muove tale iniziativa è promuovere l'arte, intesa sia come libertà creativa dei singoli individui che come momento di aggregazione.

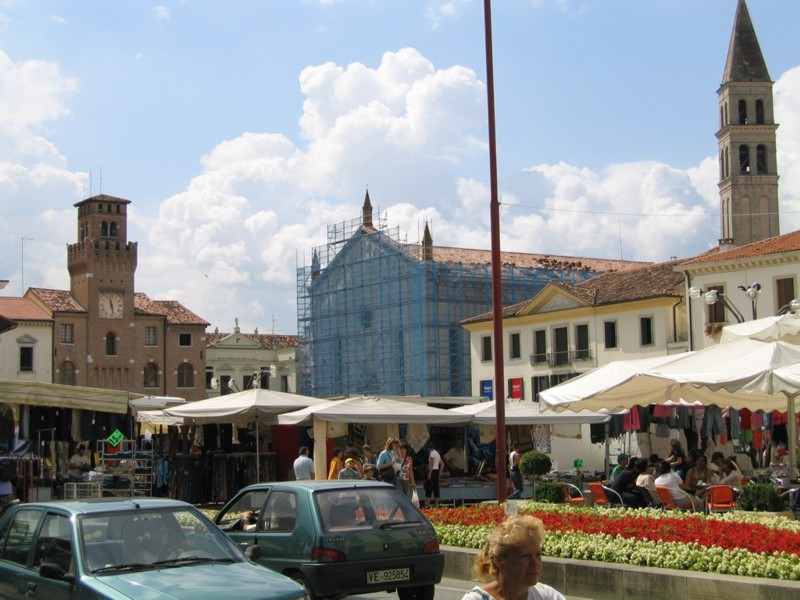
Piazza Grande in un giorno di mercato, 2005

Durante l'anno si svolgono varie sagre e fiere organizzate direttamente dal comune o dalle singole frazioni o quartieri. Le principali durante l'anno sono:
- Il mercato all'aperto, presente in città dal 1233, che si tiene settimanalmente il mercoledì mattina in Piazza Grande, in piazza del Foro Boario e nelle vie del centro storico. In centro storico si tiene inoltre un mercatino dell'antiquariato una volta al mese la domenica;
- Il Panevin, appuntamento folcloristico veneto, che solitamente si svolge il sabato successivo all'Epifania. Il falò viene posto in una zattera sulle acque del Monticano e accesa da sommozzatori;
- Le "Fiere della Maddalena" si tengono ogni anno a metà luglio fin dall'antichità. Oltre alle giostre e alle bancarelle, la fiera viene arricchita da molte iniziative culturali. Tra queste l'opera in Piazza, vari percorsi enogastronomici, esibizioni musicali, fiere aviarie, sfilate di moda e saggi di danza.

## Geografia antropica

### Urbanistica

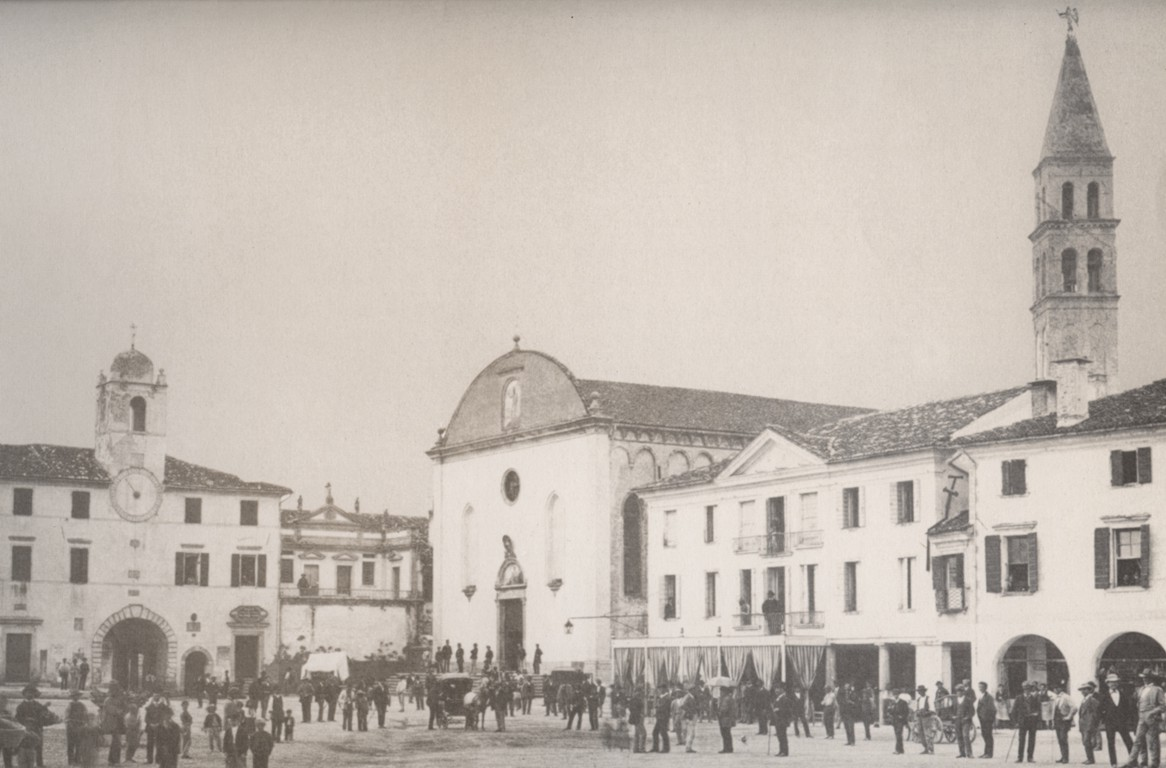
Oderzo, Piazza Grande nel 1870

L'attuale assetto urbanistico della città si è sviluppato a partire da quello di epoca basso medievale-rinascimentale, in quanto della situazione urbanistica romana non è rimasto pressoché nulla a causa delle devastazioni barbariche e degli interramenti avvenuti nel corso dei secoli precedenti.
L'attuale centro storico si è sviluppato essenzialmente in tre fasi: la prima corrisponde al periodo successivo all'anno Mille, quando viene edificato il borgo fortificato immediatamente a sud e ad ovest di piazza Grande, nucleo della vita sociale e religiosa della città: si tratta delle cosiddette contrade "Rossa" e "del Cristo", che presentano strade strette e perpendicolari, forse l'unico richiamo alla pianta romana, con lastricatura a ciottolato in parte ristrutturata negli anni novanta. La zona era contenuta in una cinta muraria quadrilatera, i cui vertici corrispondono attualmente al campanile del duomo e al Torreson, entrambi edificati sulla base di due vecchie torri rispettivamente nel 1596 e nel 1995, alla Piramide e alla piccola rotatoria di piazza Castello.
Le mura avevano tre porte di accesso: "porta Trevisana", ovvero l'attuale Torresin, da cui entrava la strada Callalta, che conduceva a Treviso; "porta Friuli" o di Stalla, demolita nell'Ottocento, in prossimità del Monticano; "porta San Martino", sita presso l'attuale l'imbocco di via Roma in piazza Castello. Il borgo fortificato sorgeva a pochi metri dal fiume Monticano, ovvero il confine naturale e civile con il territorio di Camino e quindi con la giurisdizione di Portobuffolé.
Già a partire dal XIII secolo iniziò l'espansione del borgo all'esterno delle mura, in particolare lungo la Callalta, ovvero l'attuale Borgo Maggiore (via Umberto I); ancor oggi questa zona è parzialmente circondata dal Gattolè, un canale artificiale scavato dai Caminesi e collegato al Monticano e al fossato che circondava le mura, interrato tra Settecento e Ottocento. Le strade di Borgo Maggiore presentano un'ampiezza maggiore e sono lastricate in pavé.
Durante la dominazione veneziana la città si sviluppò in particolare ancora più a sud, lungo l'attuale via Garibaldi, con edifici disposti su lotti stretti e allungati (il cosiddetto "lotto gotico"), e verso nord-ovest, arrivando così in prossimità dei vari conventi edificati in periferia nello stesso periodo.
La città vide a partire dalla fine dell'Ottocento una lunga fase di espansione urbana, che è proseguita, con poche interruzioni, fino ai giorni nostri, non sempre nel rispetto della storia e dell'estetica della città, per i discutibili restauri e per le demolizioni di edifici antichi. Nel primo Novecento la città iniziò ad espandersi in ogni direzione, compresa la sinistra Monticano, nel frattempo diventata parte del Comune di Oderzo, con il risultato che oggi il capoluogo è, di fatto, contiguo alle zone periferiche di alcune frazioni.
A partire dagli anni del boom economico, alcuni condomini hanno fatto la loro ingombrante comparsa in centro; un maggior attenzione all'aspetto estetico e all'impatto ambientale delle nuove lottizzazioni si è avuta soltanto a partire dalla fine degli anni ottanta.

### Suddivisioni storiche
Il centro storico è formato da alcuni antichi borghi:
- Contrada Rossa e Contrada del Cristo, presso il borgo medievale;
- Borgo Maggiore, la parte del centro circondata dal canale Gattolè;
- Borgo di Santa Maria Maddalena, presso la chiesa omonima;
- Borgo San Rocco, a nord della stazione ferroviaria dove sorgeva il convento omonimo;
- Borgo delle Grazie, lungo la via omonima;
- Borgo della Pirama o "di San Martino", tra il centro e la borgata San Giuseppe.
- Borgo San Giuseppe, all'incrocio tra viale Dalmazia e via Roma.
- Borgo di Stalla, nelle vicinanze di Piazza Grande lungo l'altra sponda del Monticano.

### Frazioni
Come riportato nello statuto comunale, al capoluogo si aggiungono altre sei frazioni:
- Camino, 2.240 abitanti circa;
- Fratta, 1.000 abitanti circa;
- Piavon, 2.100 abitanti circa;
- Rustignè, 600 abitanti circa;
- Faè, 900 abitanti circa;
- Colfrancui, 1.600 abitanti circa.

Lo stesso statuto riporta anche due località:
- Magera - Piccolo nucleo rurale sulle rive del Monticano, a metà strada fra Oderzo e Gorgo.
- San Vincenzo - Quartiere di recente urbanizzazione a sud ovest del centro storico, corrispondente all'omonima parrocchia istituita nel 1950.

Nel documento è comunque ricordata l'esistenza di altri quartieri, borgate e colmelli riconosciuti dalla comunità. Si citano, per esempio, il quartiere Guglielmo Marconi, nei dintorni della stazione, Spinè, lungo la strada per Piavon, o Tre Piere, a sud di San Vincenzo.

## Economia
Il territorio di Oderzo è stato caratterizzato per secoli da un'economia a carattere prevalentemente agricolo. Sarà a partire dagli anni sessanta che la città inizierà a sviluppare un significativo settore secondario, in particolare con l'apertura della SOLE (Società Opitergina Lavorazione Elettroplastiche), ancor oggi l'azienda con più dipendenti presente in città.
Ma soltanto alla fine degli anni settanta, con l'inizio del fenomeno chiamato a posteriori "il miracolo del Nordest" tutta la zona vedrà un rapido sviluppo economico nel settore artigiano, industriale e commerciale, con la conseguente nascita di una miriade di piccole aziende, quasi tutte con meno di dieci dipendenti. È anche per questo motivo che attualmente a Oderzo sono attive più di venti banche, una ogni meno di mille abitanti.
Sempre per quanto riguarda il settore economico, Oderzo può vantare per esempio il più grande mercato del bestiame del Veneto dopo quello di Padova e un fiorente mercato immobiliare sviluppatosi negli ultimi anni.
Oderzo è inoltre all'avanguardia nel campo della gastronomia e della viticoltura, in particolare nella produzione di Verduzzo, Merlot, Cabernet e Raboso.

### Turismo

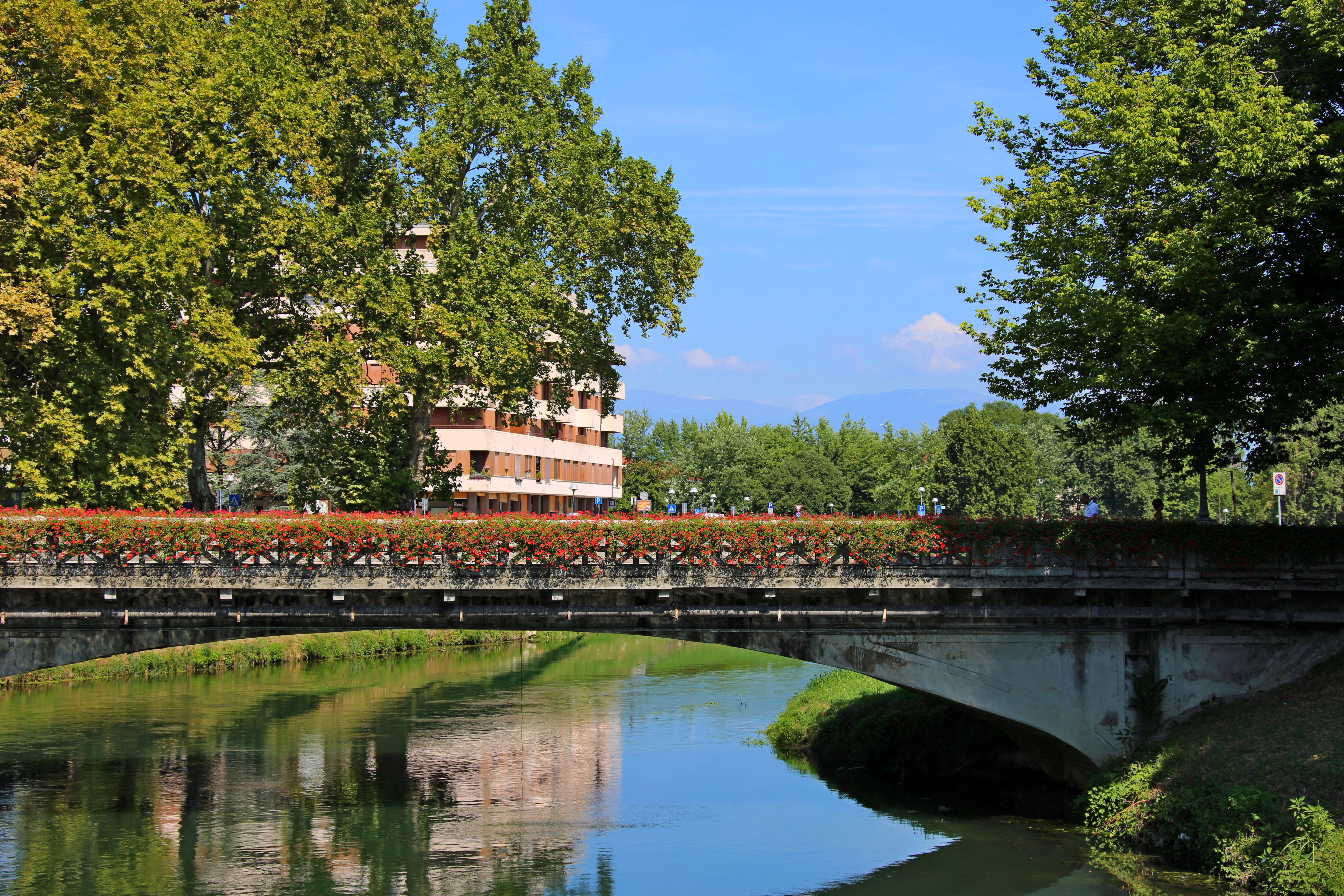
Il fiume Monticano verso il centro di Oderzo

Un altro settore in crescita. Oggi Oderzo è seconda solo al capoluogo come numero di turisti annuali in provincia di Treviso. Si tratta per la stragrande maggioranza di "pendolari", provenienti soprattutto da Germania ed Europa orientale, che restano in città da uno a tre giorni.
Negli anni novanta Oderzo ha guadagnato il titolo di "città archeologica". In seguito è stata nominata dal Touring Club Italiano "Città più porticata d'Italia": i portici infatti sono uno dei simboli della città, e ne sono dotati praticamente tutti gli edifici del centro storico e i palazzi sorti negli ultimi quarant'anni..
A gennaio 2007 infine, dopo anni di richieste, la Provincia di Treviso ha concesso a Oderzo il titolo di "Città d'arte".

## Infrastrutture e trasporti

### Strade
La principale via di comunicazione del comune è la ex strada statale 53 Postumia (oggi strada regionale) che collega Vicenza a Portogruaro passando per Treviso. Nonostante la denominazione, la romana via Postumia si trovava in realtà più a nord: l'attuale corrisponde alla Callalta, realizzata nel medioevo per collegare la città a Treviso.
Altra strada di grande percorrenza è la SP 15 "Cadore-Mare", realizzata a partire dal secondo dopoguerra per collegare la statale di Alemagna proveniente dal Bellunese alle località balneari della costa veneziana. L'arteria è poi proseguita dalla SP 54 "Piavon", diretta a Cessalto.
Ultima importante infrastruttura è la SP 50 "di Portobuffolé" orientata verso nordest (Pordenone).
Altre strade di un certo rilievo sono la SP 35 "Opitergina" (per Pordenone), la SP 7 "delle Gherle" (da Rustignè a Roncadelle) e la SP 133 "Talponada" (da Piavon a Salgareda).
È attualmente in fase di realizzazione una circonvallazione intorno alla città con lo scopo di risolvere i problemi dell'attuale sistema viario, che nel corso degli anni è diventato inadeguato a sostenere il volume di traffico pesante della zona. Concepita alla fine degli anni settanta, verrà completata nei prossimi anni con la realizzazione dell'ultimo tratto che collegherà Piavon a Gorgo al Monticano, uscendo così dai confini comunali.
All'interno del territorio opitergino, invece, non transita alcuna autostrada. I caselli più vicini, tutti distanti una ventina di chilometri, sono quelli di Conegliano sullo snodo A27-A28 e di Cessalto sull'A4.

### Ferrovie
Oderzo possiede inoltre una piccola stazione sulla linea ferroviaria Treviso-Portogruaro. La ferrovia divenne inagibile dopo l'alluvione del 1966 e fu riaperta solo trentaquattro anni dopo. Meglio collegate sono le vicine stazioni ferroviarie di Conegliano e San Donà di Piave.

### Mobilità urbana
La mobilità urbana è gestita principalmente da MOM. Per quanto riguarda l'ambito extraurbano, la mobilità è gestita da ATVO.

## Amministrazione
| Periodo           | Periodo           | Primo cittadino                      | Partito                              | Carica               | Note   |
| ----------------- | ----------------- | ------------------------------------ | ------------------------------------ | -------------------- | ------ |
| 1853              | 1857              | Teodoro Wiel                         |                                      | Podestà              |        |
| 1857              | 1859              | Angelo Moro                          |                                      | Podestà              |        |
| 1859              | 1865              | Paolo di Porcia                      |                                      | Podestà              |        |
| 1867              | 1869              | Pompeo Tomitano                      |                                      | Sindaco              |        |
| 1870              | 1870              | Pietro Zanchetta                     |                                      | Sindaco              |        |
| 1871              | 1873              | Emilio Galvagna                      |                                      | Sindaco              |        |
| 1876              | 1877              | Paolo di Porcia                      |                                      | Sindaco              |        |
| 1878              | 1879              | Emilio Galvagna                      |                                      | Sindaco              |        |
| 1880              | 1890              | (vari consiglieri comunali, a turno) |                                      | Sindaco              |        |
| 1890              | 1896              | Giovanni Manfren                     |                                      | Sindaco              |        |
| 1896              | 1898              | Andrea Bisson                        |                                      | Sindaco              |        |
| 12 settembre 1902 | 1914              | Francesco Gasparinetti               |                                      | Sindaco              |        |
| 1914              | 1914              | Giovanni Manfren                     |                                      | Sindaco              |        |
| 26 agosto 1914    | 1920              | Antonio Levada                       |                                      | Sindaco              |        |
| 1920              | ?                 | Achille Lorenzon                     | Partito Nazionale Fascista           | Podestà              |        |
| 1925              | 1927              | Luigi De Giudici                     | Partito Nazionale Fascista           | Podestà              |        |
| 1927              | 1930              | ?                                    | Partito Nazionale Fascista           | Podestà              |        |
| 1930              | 1935              | Eno Bellis                           | Partito Nazionale Fascista           | Podestà              |        |
| 1935              | 1945              | ?                                    | Partito Nazionale Fascista           | Podestà              |        |
| 28 aprile 1945    | 8 agosto 1945     | Plinio Fabrizio                      | Democrazia Cristiana                 | Sindaco              |        |
| 9 agosto 1945     | 22 aprile 1946    | Attilio Baradel                      | Democrazia Cristiana                 | Sindaco              |        |
| 23 aprile 1946    | 18 luglio 1949    | Giovanni Battista Maccari            | Democrazia Cristiana                 | Sindaco              |        |
| 3 novembre 1950   | 4 aprile 1952     | Alberto Appoloni                     | Democrazia Cristiana                 | Sindaco              |        |
| 5 aprile 1952     | 29 dicembre 1954  | Gerolamo Lino Moro                   | Democrazia Cristiana                 | Sindaco              | [ 58 ] |
| 30 dicembre 1954  | 11 dicembre 1963  | Arturo Pujatti                       | Democrazia Cristiana                 | Sindaco              |        |
| 12 dicembre 1963  | 29 giugno 1970    | Piero Feltrin                        | Democrazia Cristiana                 | Sindaco              | [ 59 ] |
| 3 luglio 1970     | 12 settembre 1971 | Giorgio Gherlenda                    | Democrazia Cristiana                 | Sindaco              |        |
| 3 ottobre 1971    | 28 settembre 1973 | Aldo Cappellotto                     | Democrazia Cristiana                 | Sindaco              | [ 60 ] |
| 29 settembre 1973 | 17 aprile 1975    | Mario Madonna                        | Democrazia Cristiana                 | Sindaco              |        |
| 18 aprile 1975    | 30 marzo 1977     | Davide Bozzo                         | Democrazia Cristiana                 | Sindaco              |        |
| 31 marzo 1977     | 10 aprile 1987    | Daniele Martin                       | Democrazia Cristiana                 | Sindaco              |        |
| 11 aprile 1987    | 18 giugno 1993    | Fulgenzio Zulian                     | Democrazia Cristiana                 | Sindaco              |        |
| 27 giugno 1993    | 12 giugno 2001    | Giuseppe Covre                       | Lega Nord                            | Sindaco              | [ 61 ] |
| 13 giugno 2001    | 11 giugno 2006    | Elio Pujatti                         | Lega Nord                            | Sindaco              | [ 62 ] |
| 12 giugno 2006    | 13 luglio 2015    | Pietro Dalla Libera                  | lista civica Oderzo Sicura           | Sindaco              | [ 63 ] |
| 13 luglio 2015    | 20 giugno 2016    | Bruno De Luca                        | lista civica Oderzo Sicura           | Vicesindaco reggente | [ 64 ] |
| 20 giugno 2016    | in carica         | Maria Scardellato                    | Lega Nord - Lega per Salvini Premier | Sindaco              |        |

### Gemellaggi
- Suffolk, dal 1986[65]

La città è inoltre gemellata dal 1978 con l'associazione Donatori di Sangue di Pontremoli (MS).

### Altre informazioni amministrative
La circoscrizione territoriale ha subito le seguenti modifiche: nel 1929 aggregazione di territori del soppresso comune di Piavon.

## Sport

### Calcio

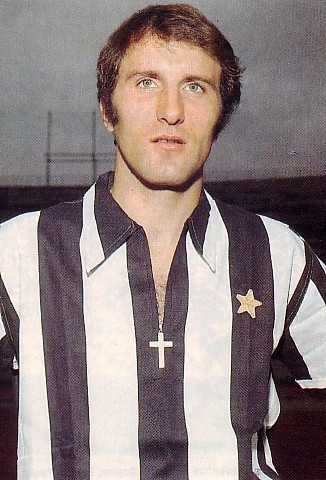
Gianfranco Zigoni con la maglia della Juventus, 1966.

L'Unione Sportiva Opitergina è la prima squadra di calcio della città per importanza e attualmente milita nel campionato di Eccellenza Veneto. Fondata nel 1946, dal suo vivaio sono usciti numerosi talenti alcuni dei quali poi diventati professionisti. Il suo miglior piazzamento storico è stato il secondo posto nel Campionato Interregionale 1981-1982, quando mancò per un punto la promozione in Serie C2: in quel momento nella squadra militavano i due calciatori nati in città ancor'oggi più titolati, ovvero Gianfranco Zigoni e Renato Faloppa.
Nel maggio 2023, a seguito della fusione con la Liventina, società di Motta di Livenza, è nato un nuovo soggetto sportivo denominato LeO, dai colori sociali rosso e verde.

### Pallamano
L'Handball Oderzo, nata come "Pallamano Oderzo" nel 1984, annovera una formazione maschile ed una femminile. La prima ha militato nel massimo campionato nazionale nel 2011/12; nella stagione 2022/23 ha raggiunto il quarto posto in Serie B. La formazione femminile è stata vice-campionessa d'Italia nel campionato 2018/19, mentre nel 2021 ha vinto la Coppa Italia.
Nel luglio 2008 in città si è svolta la prima edizione italiana dei campionati universitari di pallamano. Nel 2011 invece la città ha ospitato le qualificazioni al Campionato mondiale femminile di pallamano 2011.

### Pallavolo
La LAE Electronic Oderzo fu la principale società di pallavolo cittadina. Nata nel 1975, gestiva due formazioni maschili ed una femminile oltre ad un nutrito vivaio. Raggiunse il miglior risultato vincendo la serie B1 nel 2008, nonché la Coppa Italia di serie, ma dovette rinunciare alla promozione in serie A2 per motivi economici; la società quindi si trasferì nella vicina Mansuè.
In città oggi è attiva la ASD Nuova Pallavolo Opitergina, che milita nelle categorie giovanili con alcune squadre maschili e femminili.

### Rugby
Il Grifoni Rugby Oderzo è nato nel 1970. In collaborazione con il Rugby San Donà SSDR, dal 2014, ha vinto il titolo di Serie C nella stagione 2014/15 conquistando la promozione nel campionato di serie B; aveva già ottenuto il medesimo risultato nel 2006, rinunciando alla promozione per motivi economici. Dall'anno 2015/16 può vantare la presenza di una seconda squadra nel campionato di Serie C2.
Dalle giovanili di questa squadra sono usciti numerosi talenti che hanno vestito anche la maglia della nazionale.
In data 29 gennaio 1986 la città ospitò un'amichevole di lusso della Nazionale di rugby XV dell'Italia, la quale ha visto gli azzurri battere gli australiani del Queensland Reds per 15 a 13.
In città si tenne, nel 1994, il primo torneo di Rugby al tocco in Italia.

### Basket
Il Basket Oderzo è la squadra di pallacanestro della città, la quale al termine della stagione 2007/08 è retrocessa in Serie C1 dopo venti campionati consecutivi di Serie B. Nel campionato 2005/2006 militò per la prima volta in serie B1; retrocessa e quindi ripescata, dovette rinunciare alla categoria per motivi economici.

### Nuoto
A Oderzo ha sede la U.S.D. Hydros, una tra le società sportive più importanti a livello regionale che nel 2023 comprende le squadre agonistiche di Oderzo, Treviso, Portogruaro, Martellago e Vazzola. Vi milita, tra gli altri, la nuotatrice Barbara Pozzobon, medaglia d'argento agli Europei di Roma 2022.

### Atletica leggera
Il Circuito internazionale "Oderzo Città Archeologica" si tiene ogni 1º maggio dal 1994; con gli anni è diventato uno dei più rinomati appuntamenti di atletica leggera del Nord Italia, avendo visto la partecipazione di atleti del calibro di Giuliano Battocletti, Gabriele De Nard, Ruggero Pertile, Silvia Weissteiner, Bruna Genovese, Silvia Sommaggio, oltre che i disabili Alvise De Vidi e Francesca Porcellato.

### Ciclismo

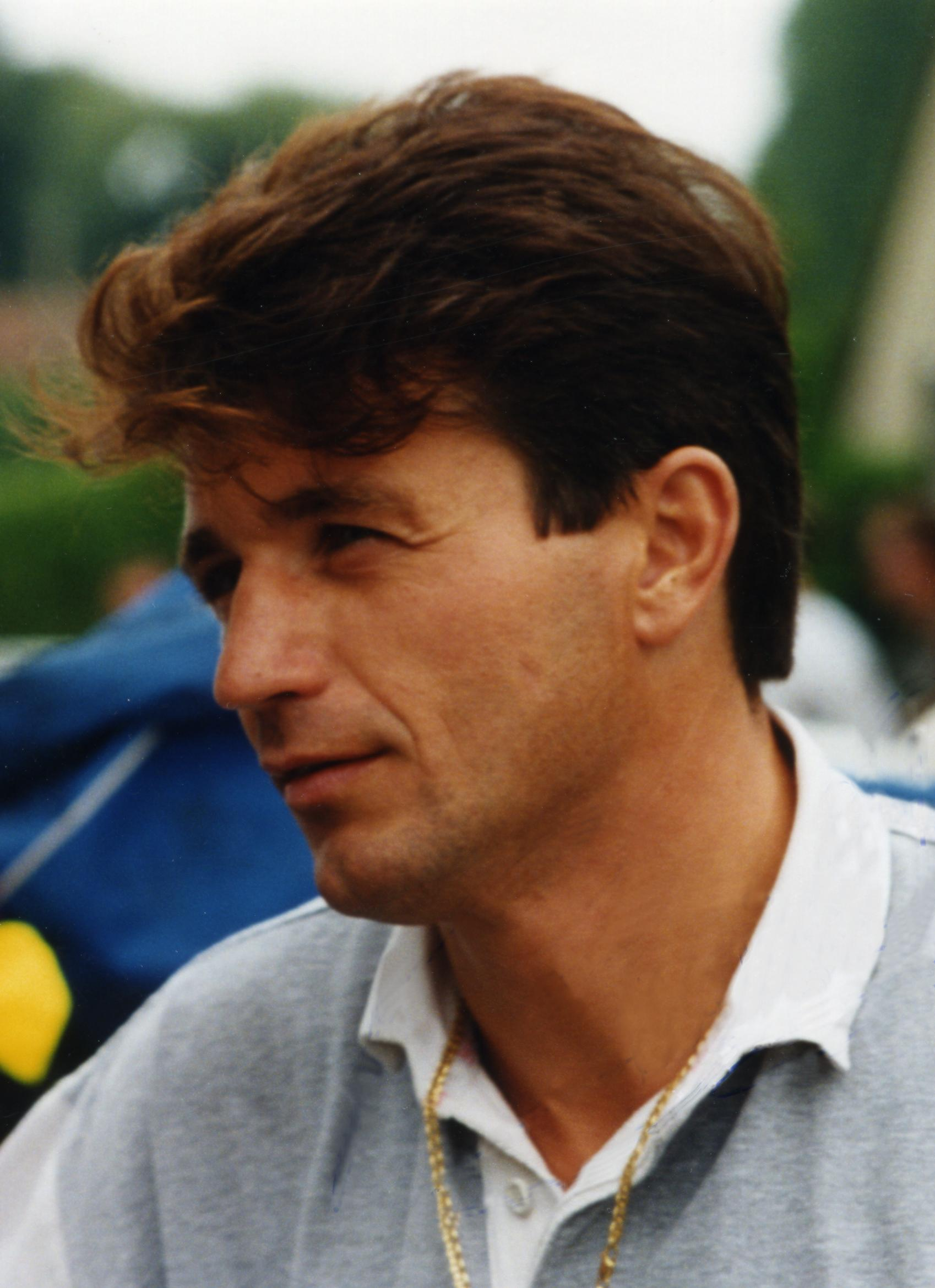
Pierangelo Bincoletto

Il Giro d'Italia è passato per Oderzo venti volte (1910, 1919, 1920, 1923, 1927, 1932, 1933, 1938, 1940, 1948, 1954, 1960, 1961, 1963, 1968, 1981, 2004, 2010, 2016, 2023): le prime quindici ha seguito il tragitto dell'attuale Strada statale 53 Postumia; nel 2023 invece la prima volta è stata sede di tappa ospitando una partenza il 25 maggio:
| Anno | Tappa | Arrivo       | km  | Vincitore di tappa | Maglia rosa    |
| ---- | ----- | ------------ | --- | ------------------ | -------------- |
| 2023 | 18ª   | Val di Zoldo | 161 | Filippo Zana       | Geraint Thomas |

Il ciclista di maggior rilievo nato in città è stato Pierangelo Bincoletto, nazionale di ciclismo su pista negli anni '80; in carriera ha partecipato a sette Giri d'Italia e due Tour de France.
In città è attiva, dal 1946, la società denominata "Pedale Opitergino".
Il Ciclocross internazionale del Ponte si tiene dal 2002 ogni anno l'8 dicembre nella frazione di Faè con gare inserite nei calendari della stagione maschile e femminile di questa attività sportiva.

### Hockey su pista
L'Hockey Club Oderzo, oggi non più esistente, militò in serie A nella stagione 1968/69 sponsorizzata dal marchio Ignis. Si tratta dell'unica compagine sportiva cittadina ad aver militato nella serie maggiore della propria disciplina fino al 2013, quando il record è stato uguagliato dalla pallamano. Per mancanza di un impianto coperto si trasferì a Pordenone.

### Calcio a 5
La squadra opitergina di calcio a 5 è la Moinet Vini Mareno di Piave-Oderzo (matricola FIGC 918768) che attualmente milita nel girone D del campionato di Serie C2.

### Impianti sportivi
- Stadio "Opitergium", oltre 5.000 posti, via Stadio. Attività: calcio, atletica leggera.
- PalaOpitergium, viale Città di Pontremoli. Attività: pallacanestro, pallamano, pallavolo, calcio a 5, pattinaggio artistico.
- PalaMasotti, via Masotti. Attività:pallacanestro, pallamano, calcio a 5, pattinaggio artistico.
- Piscina comunale, viale Città di Pontremoli. Attività: nuoto, beach volley (all'esterno)[82]
- Campo da rugby comunale, via Donizetti.
- Campi da tennis comunali, viale Città di Pontremoli.
- Impianti sportivi nelle frazioni.

## Galleria d'immagini

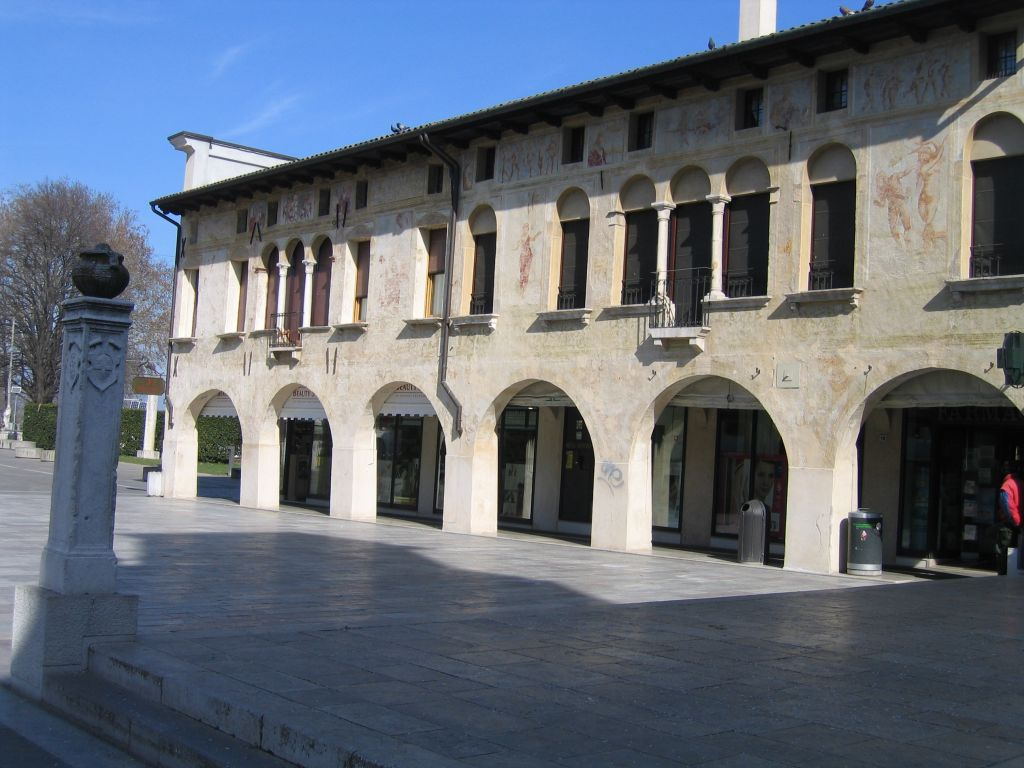
Ca' Saccomani.
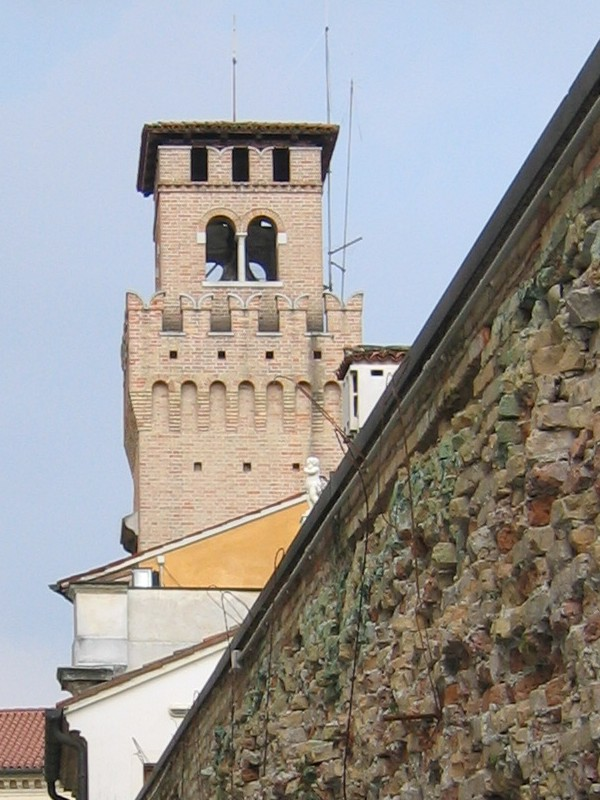
La torre campanaria del "Torresin" e uno scorcio delle mura medievali.
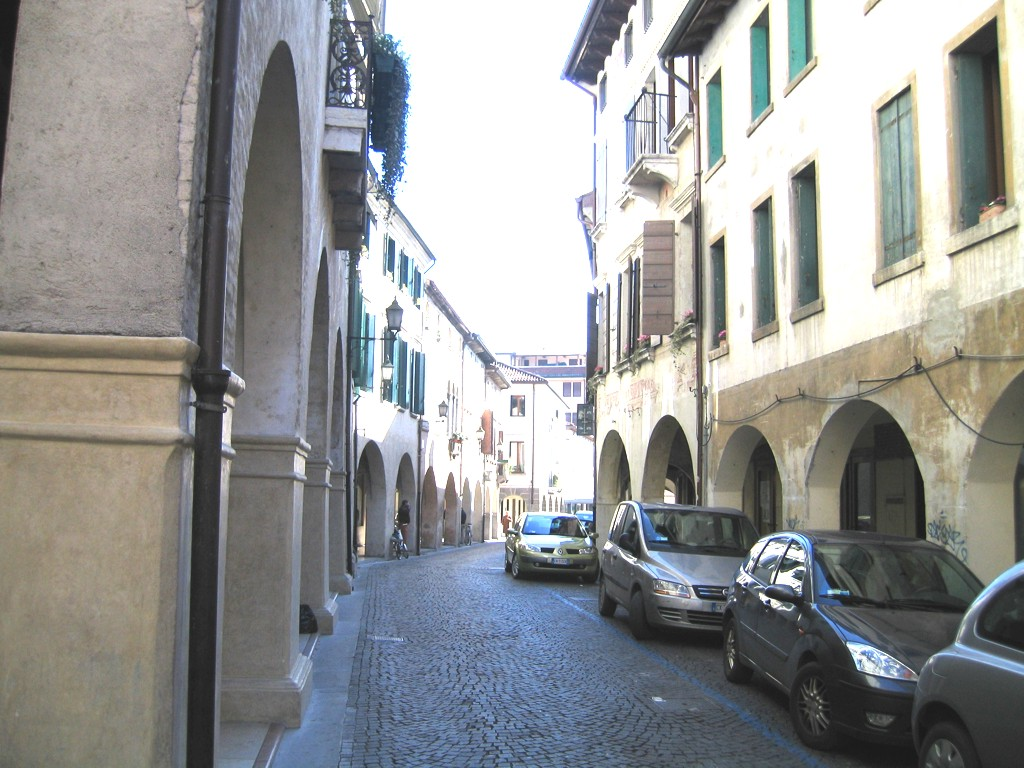
Uno scorcio del centro storico.
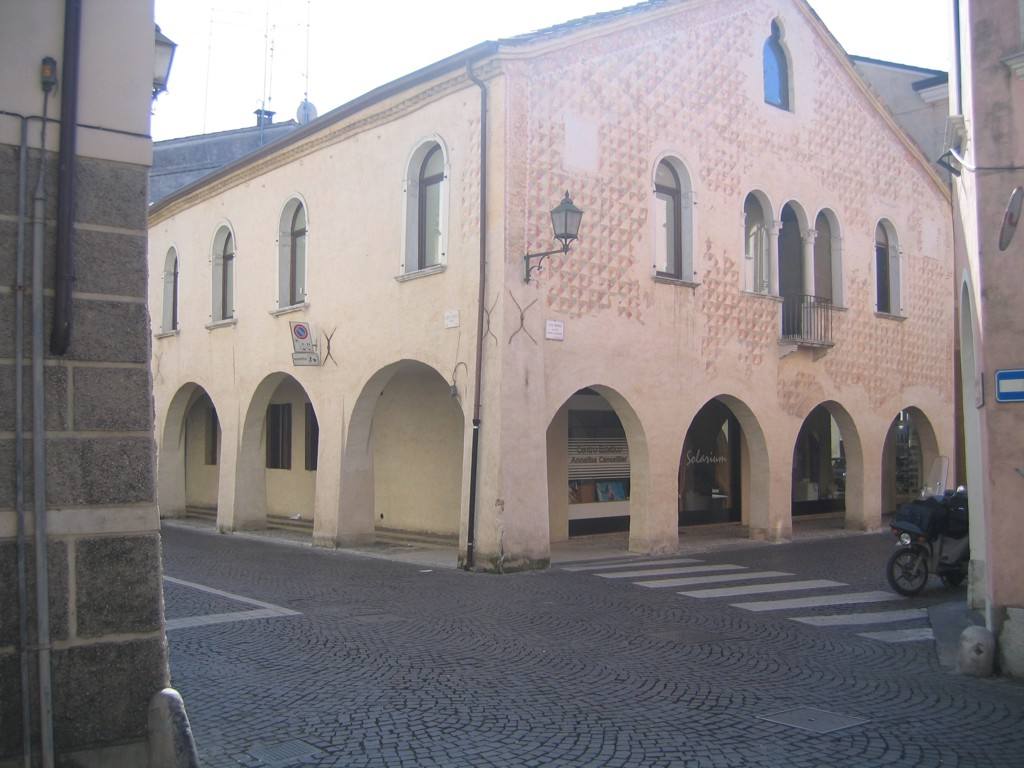
Casa anonima del XVI secolo.
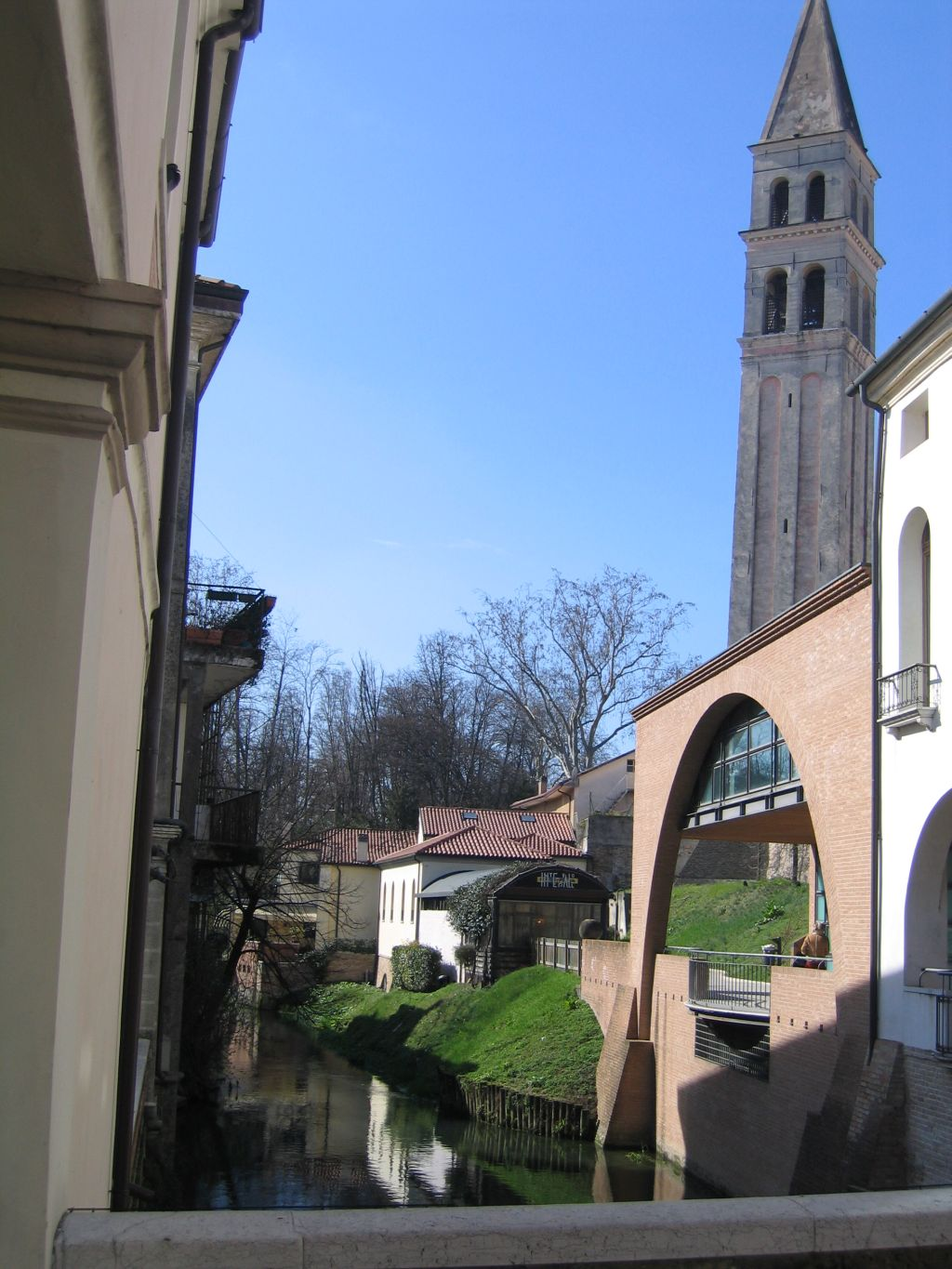
Il canale Gattolè, un tempo il fossato che circondava le mura del castello.
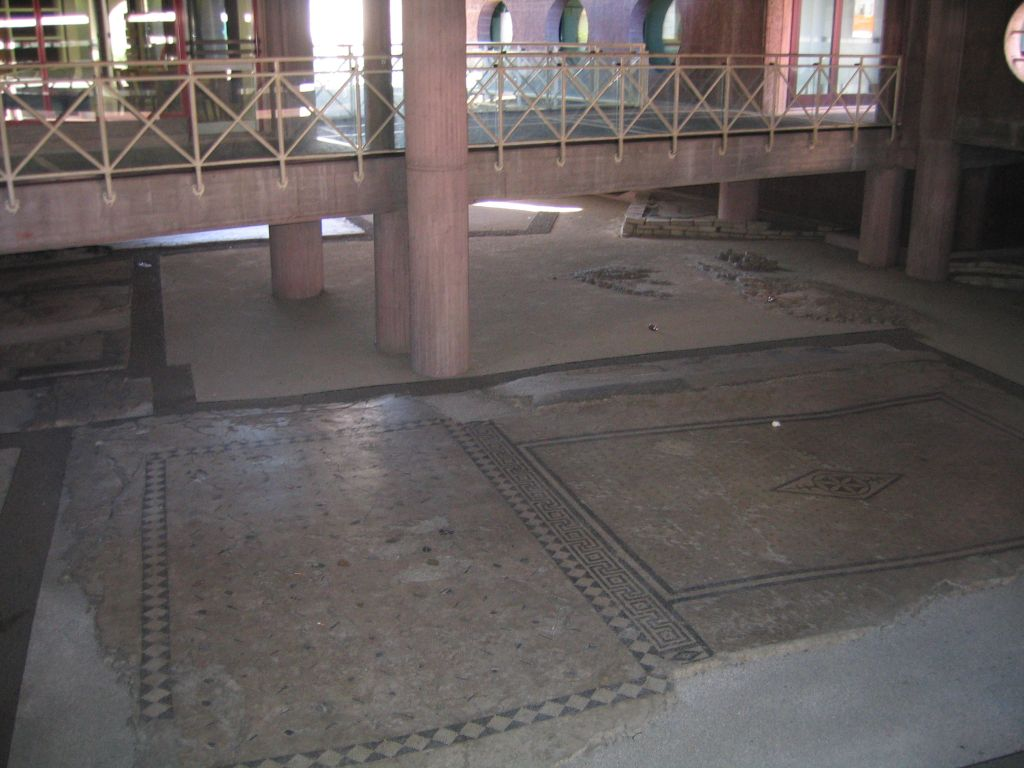
Pavimenti di una casa romana.
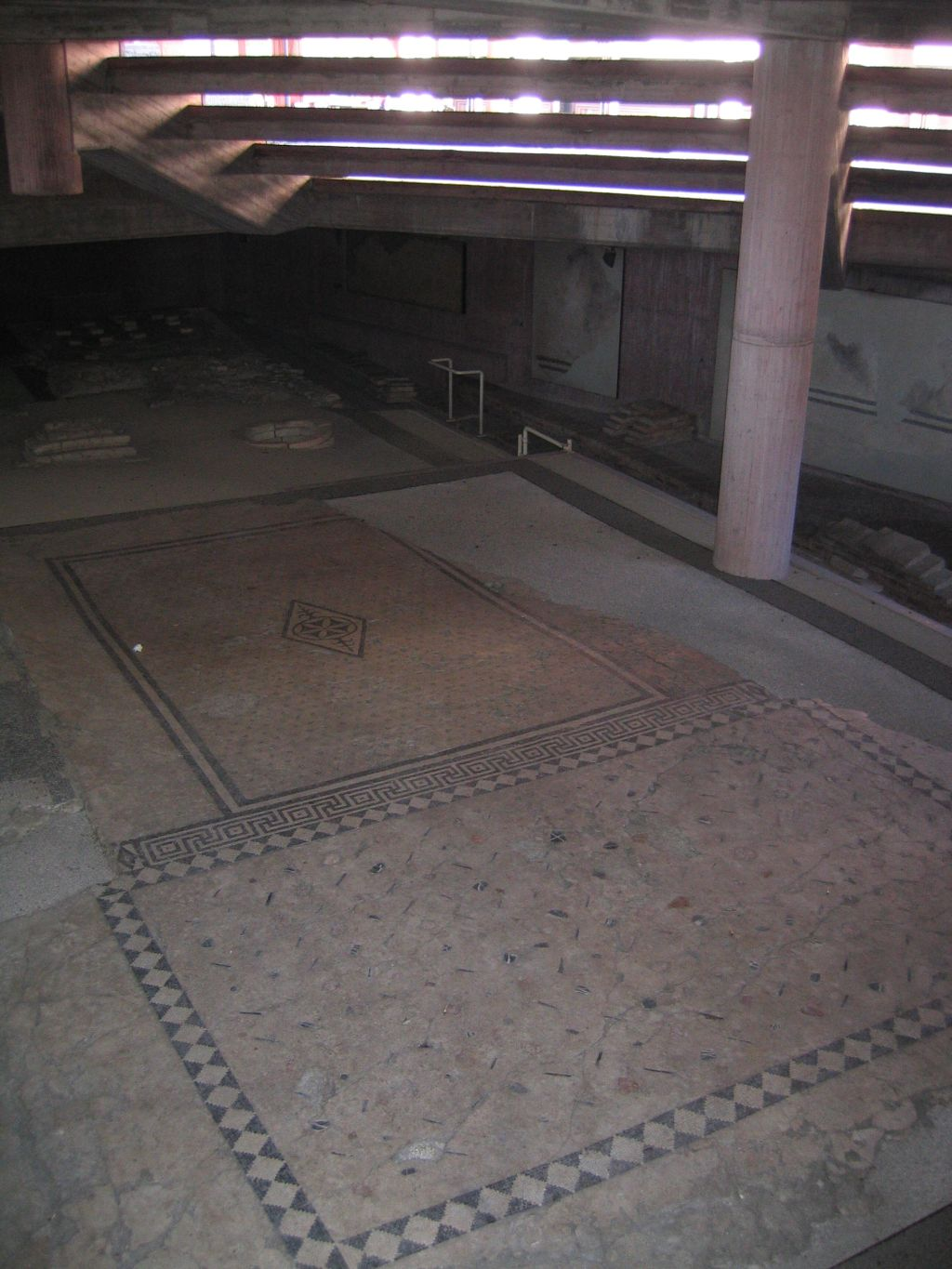
Pavimenti di una casa romana.
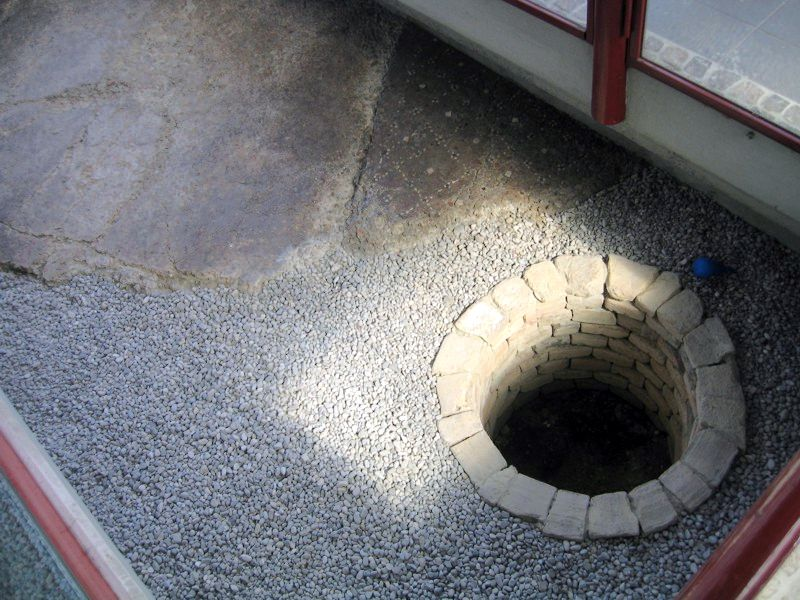
Il pozzo dell'area archeologica di via dei Mosaici.
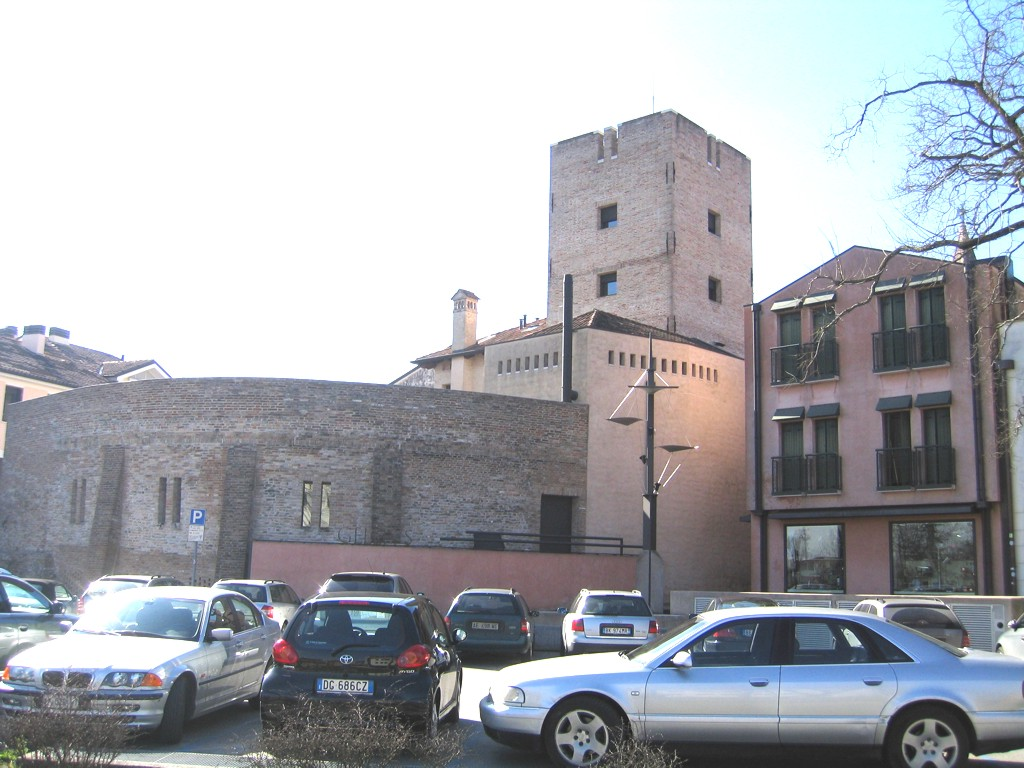
Il "Torreson" e la zona delle carceri, oggi sede di un noto ristorante.
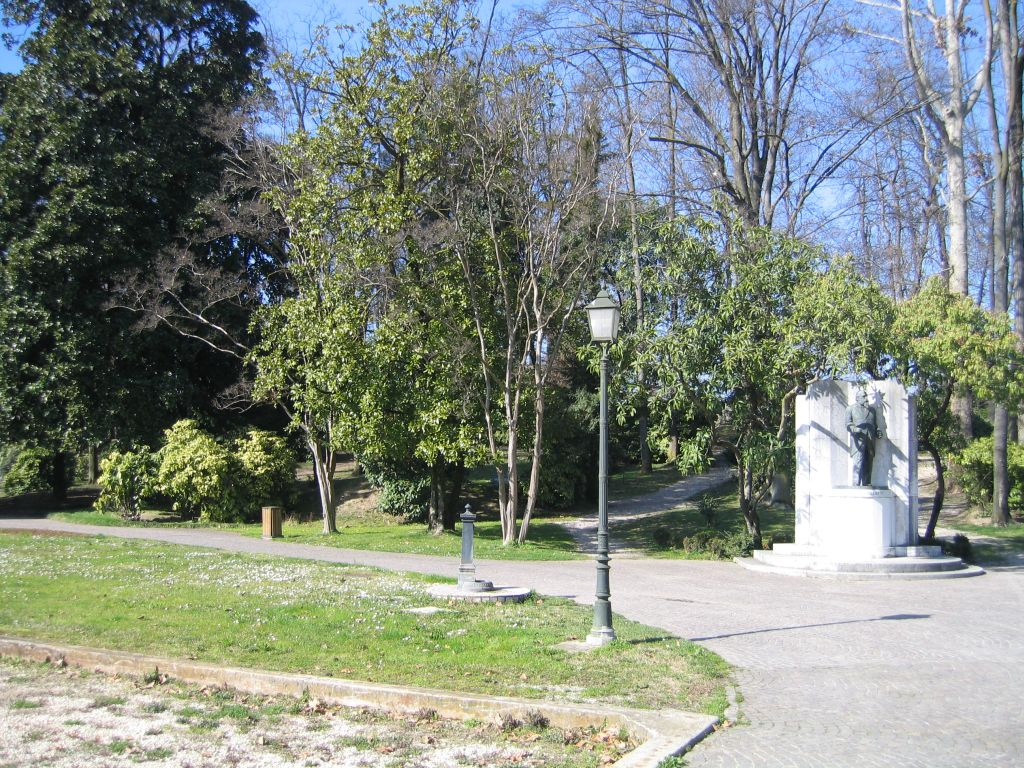
Giardini pubblici, monumento a Luigi Luzzatti.
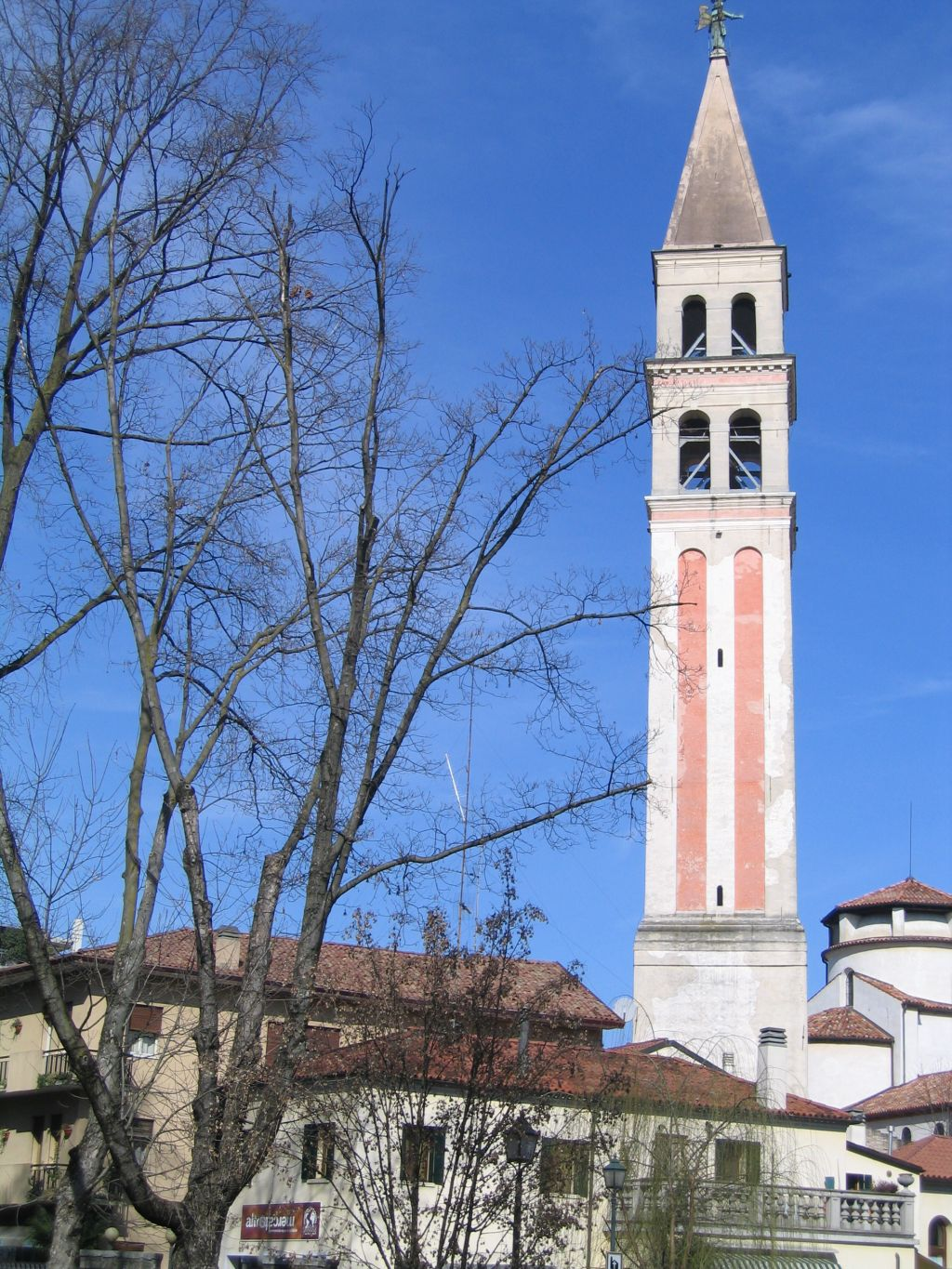
Il campanile visto dai giardini pubblici.
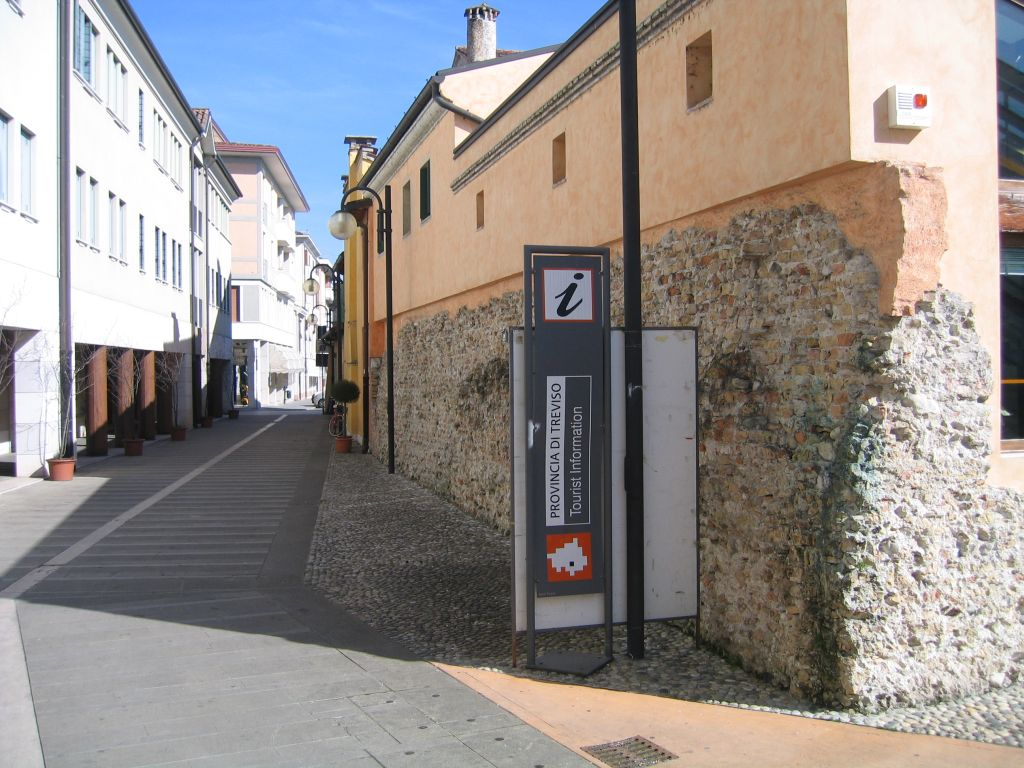
Resti della cinta muraria medievale inglobati in un edificio.